# Frédéric Barberousse
Pour les articles homonymes, voir Barberousse et Frédéric de Hohenstaufen.
 (mars 2021).
Si vous disposez d'ouvrages ou d'articles de référence ou si vous connaissez des sites web de qualité traitant du thème abordé ici, merci de compléter l'article en donnant les références utiles à sa vérifiabilité et en les liant à la section « Notes et références ».
Frédéric Ier de Hohenstaufen est un empereur du Saint-Empire romain germanique de 1155 à sa mort. Il est surnommé Frédéric Barberousse en raison de son éblouissante barbe rousse (en allemand : Friedrich Barbarossa, en latin : Fridericus Ænobarbus).
Il est né en 1122 et mort le 10 juin 1190. Proclamé empereur en 1155, il possède également les titres de roi de Germanie, roi d'Italie, roi de Bourgogne et comte palatin de Bourgogne, après avoir été un temps duc de Souabe et d'Alsace.
Deuxième membre de la maison de Hohenstaufen à accéder à la dignité impériale, il est également, par sa mère, un Welf. C'est sous son règne que, pour la première fois, le terme de sacrum (« saint ») est employé pour qualifier l'Empire romain germanique.
Il reste célèbre pour son conflit face aux communes d'Italie du Nord et ruine la ville de Milan en 1162.
À la suite de la victoire de la Ligue lombarde lors de la bataille de Legnano de 1176, la paix de Constance assure aux communes une large autonomie.
Dans le même temps, sa lutte contre la papauté — ce qui lui vaut d'être excommunié en 1165 — marque le déclin de la doctrine théocratique du Saint-Siège et contribue à l'essor du droit romain dans l'Europe médiévale.
Le 10 juin 1190, pendant la troisième croisade, il se noie dans le Göksu Nehri (Anatolie) alors qu'il mène ses armées vers la Palestine.
Sa longévité ainsi que sa volonté de restaurer l'honneur de l'Empire (honor imperii) et d'accroître l'autorité impériale, avec Charlemagne pour modèle, en font l'un des empereurs les plus connus du Moyen Âge, jusqu'à devenir, au XIXe siècle, un héros du mouvement national allemand.

## Généalogie et famille
Frédéric Ier Barberousse est né en 1122, probablement au château impérial de Haguenau. D'après la seule source contemporaine, la Welfe Judith de Bavière a donné naissance à son premier enfant dans un château près d'Altdorf. Comme il était courant à cette époque pour la mère de donner naissance à son enfant dans son pays d'origine, il est probable que Frédéric soit né sur les terres de sa mère. Toutefois, on ignore si Frédéric était effectivement ce premier enfant, car la mortalité infantile était élevée à l'époque[réf. nécessaire].
Frédéric, fils du Hohenstaufen Frédéric II le Borgne, duc de Souabe et d'Alsace, et de Judith, fille de Henri le Noir de Bavière, descend des deux lignées concurrentes dominant le Saint-Empire à cette époque. À 25 ans, à la mort de son père en 1147, il lui succède comme duc de Souabe et d'Alsace sous le nom de Frédéric III. Il semble avoir poursuivi les efforts de son père pour accroître l'influence de la maison de Hohenstaufen, tandis que son oncle, Conrad III, roi d'Allemagne, s'employait à renforcer le pouvoir royal. Frédéric adopta, semble-t-il, une position neutre lors des démêlés juridiques entre Conrad et les Welfes, et même empêcha une procédure de Conrad contre les Welfes[réf. nécessaire].
Le 2 mars 1147, alors qu'il n'était que duc de Souabe, Frédéric épouse Adèle ou Adélaïde de Vohbourg, la fille du margrave Diepold III de Cham-Vohbourg (de) et héritière du pays d'Eger. Ce mariage sans enfant sera annulé en mars 1153 à Constance, ce qui n'empêcha pas Frédéric de donner le pays d'Eger à son cousin Frédéric de Rothenbourg[réf. nécessaire].

### Ascendance
Généalogie de Frédéric Barberousse[réf. nécessaire] :
|  |                                 |  |  |  |  |  |  |  |  |  |  |  |  |  |  |  |  |  |  |
|  | 32.                             |  |  |  |  |  |  |  |  |  |  |  |  |  |  |  |  |  |  |
|  |                                 |  |  |  |  |  |  |  |  |  |  |  |  |  |  |  |  |  |  |
|  |                                 |  |  |  |  |  |  |  |  |  |  |  |  |  |  |  |  |  |  |
|  | 16. Frédéric de Souabe          |  |  |  |  |  |  |  |  |  |  |  |  |  |  |  |  |  |  |
|  |                                 |  |  |  |  |  |  |  |  |  |  |  |  |  |  |  |  |  |  |
|  |                                 |  |  |  |  |  |  |  |  |  |  |  |  |  |  |  |  |  |  |
|  | 33.                             |  |  |  |  |  |  |  |  |  |  |  |  |  |  |  |  |  |  |
|  |                                 |  |  |  |  |  |  |  |  |  |  |  |  |  |  |  |  |  |  |
|  |                                 |  |  |  |  |  |  |  |  |  |  |  |  |  |  |  |  |  |  |
|  | 8. Frédéric de Büren            |  |  |  |  |  |  |  |  |  |  |  |  |  |  |  |  |  |  |
|  |                                 |  |  |  |  |  |  |  |  |  |  |  |  |  |  |  |  |  |  |
|  |                                 |  |  |  |  |  |  |  |  |  |  |  |  |  |  |  |  |  |  |
|  | 34.                             |  |  |  |  |  |  |  |  |  |  |  |  |  |  |  |  |  |  |
|  |                                 |  |  |  |  |  |  |  |  |  |  |  |  |  |  |  |  |  |  |
|  |                                 |  |  |  |  |  |  |  |  |  |  |  |  |  |  |  |  |  |  |
|  | 17. Adélaïde de Filsgau         |  |  |  |  |  |  |  |  |  |  |  |  |  |  |  |  |  |  |
|  |                                 |  |  |  |  |  |  |  |  |  |  |  |  |  |  |  |  |  |  |
|  |                                 |  |  |  |  |  |  |  |  |  |  |  |  |  |  |  |  |  |  |
|  | 35.                             |  |  |  |  |  |  |  |  |  |  |  |  |  |  |  |  |  |  |
|  |                                 |  |  |  |  |  |  |  |  |  |  |  |  |  |  |  |  |  |  |
|  |                                 |  |  |  |  |  |  |  |  |  |  |  |  |  |  |  |  |  |  |
|  | 4. Frédéric Ier de Souabe       |  |  |  |  |  |  |  |  |  |  |  |  |  |  |  |  |  |  |
|  |                                 |  |  |  |  |  |  |  |  |  |  |  |  |  |  |  |  |  |  |
|  |                                 |  |  |  |  |  |  |  |  |  |  |  |  |  |  |  |  |  |  |
|  | 36.                             |  |  |  |  |  |  |  |  |  |  |  |  |  |  |  |  |  |  |
|  |                                 |  |  |  |  |  |  |  |  |  |  |  |  |  |  |  |  |  |  |
|  |                                 |  |  |  |  |  |  |  |  |  |  |  |  |  |  |  |  |  |  |
|  | 18.                             |  |  |  |  |  |  |  |  |  |  |  |  |  |  |  |  |  |  |
|  |                                 |  |  |  |  |  |  |  |  |  |  |  |  |  |  |  |  |  |  |
|  |                                 |  |  |  |  |  |  |  |  |  |  |  |  |  |  |  |  |  |  |
|  | 37.                             |  |  |  |  |  |  |  |  |  |  |  |  |  |  |  |  |  |  |
|  |                                 |  |  |  |  |  |  |  |  |  |  |  |  |  |  |  |  |  |  |
|  |                                 |  |  |  |  |  |  |  |  |  |  |  |  |  |  |  |  |  |  |
|  | 9. Hildegarde von Schlettstadt  |  |  |  |  |  |  |  |  |  |  |  |  |  |  |  |  |  |  |
|  |                                 |  |  |  |  |  |  |  |  |  |  |  |  |  |  |  |  |  |  |
|  |                                 |  |  |  |  |  |  |  |  |  |  |  |  |  |  |  |  |  |  |
|  | 38.                             |  |  |  |  |  |  |  |  |  |  |  |  |  |  |  |  |  |  |
|  |                                 |  |  |  |  |  |  |  |  |  |  |  |  |  |  |  |  |  |  |
|  |                                 |  |  |  |  |  |  |  |  |  |  |  |  |  |  |  |  |  |  |
|  | 19.                             |  |  |  |  |  |  |  |  |  |  |  |  |  |  |  |  |  |  |
|  |                                 |  |  |  |  |  |  |  |  |  |  |  |  |  |  |  |  |  |  |
|  |                                 |  |  |  |  |  |  |  |  |  |  |  |  |  |  |  |  |  |  |
|  | 39.                             |  |  |  |  |  |  |  |  |  |  |  |  |  |  |  |  |  |  |
|  |                                 |  |  |  |  |  |  |  |  |  |  |  |  |  |  |  |  |  |  |
|  |                                 |  |  |  |  |  |  |  |  |  |  |  |  |  |  |  |  |  |  |
|  | 2. Frédéric II de Souabe        |  |  |  |  |  |  |  |  |  |  |  |  |  |  |  |  |  |  |
|  |                                 |  |  |  |  |  |  |  |  |  |  |  |  |  |  |  |  |  |  |
|  |                                 |  |  |  |  |  |  |  |  |  |  |  |  |  |  |  |  |  |  |
|  | 40. Conrad II le Salique        |  |  |  |  |  |  |  |  |  |  |  |  |  |  |  |  |  |  |
|  |                                 |  |  |  |  |  |  |  |  |  |  |  |  |  |  |  |  |  |  |
|  |                                 |  |  |  |  |  |  |  |  |  |  |  |  |  |  |  |  |  |  |
|  | 20. Henri III du Saint-Empire   |  |  |  |  |  |  |  |  |  |  |  |  |  |  |  |  |  |  |
|  |                                 |  |  |  |  |  |  |  |  |  |  |  |  |  |  |  |  |  |  |
|  |                                 |  |  |  |  |  |  |  |  |  |  |  |  |  |  |  |  |  |  |
|  | 41. Gisèle de Souabe            |  |  |  |  |  |  |  |  |  |  |  |  |  |  |  |  |  |  |
|  |                                 |  |  |  |  |  |  |  |  |  |  |  |  |  |  |  |  |  |  |
|  |                                 |  |  |  |  |  |  |  |  |  |  |  |  |  |  |  |  |  |  |
|  | 10. Henri IV du Saint-Empire    |  |  |  |  |  |  |  |  |  |  |  |  |  |  |  |  |  |  |
|  |                                 |  |  |  |  |  |  |  |  |  |  |  |  |  |  |  |  |  |  |
|  |                                 |  |  |  |  |  |  |  |  |  |  |  |  |  |  |  |  |  |  |
|  | 42. Guillaume V d'Aquitaine     |  |  |  |  |  |  |  |  |  |  |  |  |  |  |  |  |  |  |
|  |                                 |  |  |  |  |  |  |  |  |  |  |  |  |  |  |  |  |  |  |
|  |                                 |  |  |  |  |  |  |  |  |  |  |  |  |  |  |  |  |  |  |
|  | 21. Agnès d'Aquitaine           |  |  |  |  |  |  |  |  |  |  |  |  |  |  |  |  |  |  |
|  |                                 |  |  |  |  |  |  |  |  |  |  |  |  |  |  |  |  |  |  |
|  |                                 |  |  |  |  |  |  |  |  |  |  |  |  |  |  |  |  |  |  |
|  | 43. Agnès de Bourgogne          |  |  |  |  |  |  |  |  |  |  |  |  |  |  |  |  |  |  |
|  |                                 |  |  |  |  |  |  |  |  |  |  |  |  |  |  |  |  |  |  |
|  |                                 |  |  |  |  |  |  |  |  |  |  |  |  |  |  |  |  |  |  |
|  | 5. Agnès de Waiblingen          |  |  |  |  |  |  |  |  |  |  |  |  |  |  |  |  |  |  |
|  |                                 |  |  |  |  |  |  |  |  |  |  |  |  |  |  |  |  |  |  |
|  |                                 |  |  |  |  |  |  |  |  |  |  |  |  |  |  |  |  |  |  |
|  | 44. Humbert Ier de Savoie       |  |  |  |  |  |  |  |  |  |  |  |  |  |  |  |  |  |  |
|  |                                 |  |  |  |  |  |  |  |  |  |  |  |  |  |  |  |  |  |  |
|  |                                 |  |  |  |  |  |  |  |  |  |  |  |  |  |  |  |  |  |  |
|  | 22. Othon Ier de Savoie         |  |  |  |  |  |  |  |  |  |  |  |  |  |  |  |  |  |  |
|  |                                 |  |  |  |  |  |  |  |  |  |  |  |  |  |  |  |  |  |  |
|  |                                 |  |  |  |  |  |  |  |  |  |  |  |  |  |  |  |  |  |  |
|  | 45. Ancilie d'Aoste             |  |  |  |  |  |  |  |  |  |  |  |  |  |  |  |  |  |  |
|  |                                 |  |  |  |  |  |  |  |  |  |  |  |  |  |  |  |  |  |  |
|  |                                 |  |  |  |  |  |  |  |  |  |  |  |  |  |  |  |  |  |  |
|  | 11. Berthe de Turin             |  |  |  |  |  |  |  |  |  |  |  |  |  |  |  |  |  |  |
|  |                                 |  |  |  |  |  |  |  |  |  |  |  |  |  |  |  |  |  |  |
|  |                                 |  |  |  |  |  |  |  |  |  |  |  |  |  |  |  |  |  |  |
|  | 46. Oldéric-Manfred II d'Oriate |  |  |  |  |  |  |  |  |  |  |  |  |  |  |  |  |  |  |
|  |                                 |  |  |  |  |  |  |  |  |  |  |  |  |  |  |  |  |  |  |
|  |                                 |  |  |  |  |  |  |  |  |  |  |  |  |  |  |  |  |  |  |
|  | 23. Adélaïde de Suse            |  |  |  |  |  |  |  |  |  |  |  |  |  |  |  |  |  |  |
|  |                                 |  |  |  |  |  |  |  |  |  |  |  |  |  |  |  |  |  |  |
|  |                                 |  |  |  |  |  |  |  |  |  |  |  |  |  |  |  |  |  |  |
|  | 47. Berthe de Toscane           |  |  |  |  |  |  |  |  |  |  |  |  |  |  |  |  |  |  |
|  |                                 |  |  |  |  |  |  |  |  |  |  |  |  |  |  |  |  |  |  |
|  |                                 |  |  |  |  |  |  |  |  |  |  |  |  |  |  |  |  |  |  |
|  | 1. Frédéric Barberousse         |  |  |  |  |  |  |  |  |  |  |  |  |  |  |  |  |  |  |
|  |                                 |  |  |  |  |  |  |  |  |  |  |  |  |  |  |  |  |  |  |
|  |                                 |  |  |  |  |  |  |  |  |  |  |  |  |  |  |  |  |  |  |
|  | 48. Alberto Azzo I d'Este       |  |  |  |  |  |  |  |  |  |  |  |  |  |  |  |  |  |  |
|  |                                 |  |  |  |  |  |  |  |  |  |  |  |  |  |  |  |  |  |  |
|  |                                 |  |  |  |  |  |  |  |  |  |  |  |  |  |  |  |  |  |  |
|  | 24. Alberto Azzo II d'Este      |  |  |  |  |  |  |  |  |  |  |  |  |  |  |  |  |  |  |
|  |                                 |  |  |  |  |  |  |  |  |  |  |  |  |  |  |  |  |  |  |
|  |                                 |  |  |  |  |  |  |  |  |  |  |  |  |  |  |  |  |  |  |
|  | 49.                             |  |  |  |  |  |  |  |  |  |  |  |  |  |  |  |  |  |  |
|  |                                 |  |  |  |  |  |  |  |  |  |  |  |  |  |  |  |  |  |  |
|  |                                 |  |  |  |  |  |  |  |  |  |  |  |  |  |  |  |  |  |  |
|  | 12. Welf Ier de Bavière         |  |  |  |  |  |  |  |  |  |  |  |  |  |  |  |  |  |  |
|  |                                 |  |  |  |  |  |  |  |  |  |  |  |  |  |  |  |  |  |  |
|  |                                 |  |  |  |  |  |  |  |  |  |  |  |  |  |  |  |  |  |  |
|  | 50. Welf II d'Altdorf           |  |  |  |  |  |  |  |  |  |  |  |  |  |  |  |  |  |  |
|  |                                 |  |  |  |  |  |  |  |  |  |  |  |  |  |  |  |  |  |  |
|  |                                 |  |  |  |  |  |  |  |  |  |  |  |  |  |  |  |  |  |  |
|  | 25. Cunégonde d'Altdorf         |  |  |  |  |  |  |  |  |  |  |  |  |  |  |  |  |  |  |
|  |                                 |  |  |  |  |  |  |  |  |  |  |  |  |  |  |  |  |  |  |
|  |                                 |  |  |  |  |  |  |  |  |  |  |  |  |  |  |  |  |  |  |
|  | 51. Ermentrude de Luxembourg    |  |  |  |  |  |  |  |  |  |  |  |  |  |  |  |  |  |  |
|  |                                 |  |  |  |  |  |  |  |  |  |  |  |  |  |  |  |  |  |  |
|  |                                 |  |  |  |  |  |  |  |  |  |  |  |  |  |  |  |  |  |  |
|  | 6. Henri IX de Bavière          |  |  |  |  |  |  |  |  |  |  |  |  |  |  |  |  |  |  |
|  |                                 |  |  |  |  |  |  |  |  |  |  |  |  |  |  |  |  |  |  |
|  |                                 |  |  |  |  |  |  |  |  |  |  |  |  |  |  |  |  |  |  |
|  | 52. Arnoul II de Flandre        |  |  |  |  |  |  |  |  |  |  |  |  |  |  |  |  |  |  |
|  |                                 |  |  |  |  |  |  |  |  |  |  |  |  |  |  |  |  |  |  |
|  |                                 |  |  |  |  |  |  |  |  |  |  |  |  |  |  |  |  |  |  |
|  | 26. Baudouin IV de Flandre      |  |  |  |  |  |  |  |  |  |  |  |  |  |  |  |  |  |  |
|  |                                 |  |  |  |  |  |  |  |  |  |  |  |  |  |  |  |  |  |  |
|  |                                 |  |  |  |  |  |  |  |  |  |  |  |  |  |  |  |  |  |  |
|  | 53. Rozala d'Italie             |  |  |  |  |  |  |  |  |  |  |  |  |  |  |  |  |  |  |
|  |                                 |  |  |  |  |  |  |  |  |  |  |  |  |  |  |  |  |  |  |
|  |                                 |  |  |  |  |  |  |  |  |  |  |  |  |  |  |  |  |  |  |
|  | 13. Judith de Flandre           |  |  |  |  |  |  |  |  |  |  |  |  |  |  |  |  |  |  |
|  |                                 |  |  |  |  |  |  |  |  |  |  |  |  |  |  |  |  |  |  |
|  |                                 |  |  |  |  |  |  |  |  |  |  |  |  |  |  |  |  |  |  |
|  | 54. Richard II de Normandie     |  |  |  |  |  |  |  |  |  |  |  |  |  |  |  |  |  |  |
|  |                                 |  |  |  |  |  |  |  |  |  |  |  |  |  |  |  |  |  |  |
|  |                                 |  |  |  |  |  |  |  |  |  |  |  |  |  |  |  |  |  |  |
|  | 27. Éléonore de Normandie       |  |  |  |  |  |  |  |  |  |  |  |  |  |  |  |  |  |  |
|  |                                 |  |  |  |  |  |  |  |  |  |  |  |  |  |  |  |  |  |  |
|  |                                 |  |  |  |  |  |  |  |  |  |  |  |  |  |  |  |  |  |  |
|  | 55. Judith de Bretagne          |  |  |  |  |  |  |  |  |  |  |  |  |  |  |  |  |  |  |
|  |                                 |  |  |  |  |  |  |  |  |  |  |  |  |  |  |  |  |  |  |
|  |                                 |  |  |  |  |  |  |  |  |  |  |  |  |  |  |  |  |  |  |
|  | 3. Judith de Bavière            |  |  |  |  |  |  |  |  |  |  |  |  |  |  |  |  |  |  |
|  |                                 |  |  |  |  |  |  |  |  |  |  |  |  |  |  |  |  |  |  |
|  |                                 |  |  |  |  |  |  |  |  |  |  |  |  |  |  |  |  |  |  |
|  | 56. Bernard II de Saxe          |  |  |  |  |  |  |  |  |  |  |  |  |  |  |  |  |  |  |
|  |                                 |  |  |  |  |  |  |  |  |  |  |  |  |  |  |  |  |  |  |
|  |                                 |  |  |  |  |  |  |  |  |  |  |  |  |  |  |  |  |  |  |
|  | 28. Ordulf de Saxe              |  |  |  |  |  |  |  |  |  |  |  |  |  |  |  |  |  |  |
|  |                                 |  |  |  |  |  |  |  |  |  |  |  |  |  |  |  |  |  |  |
|  |                                 |  |  |  |  |  |  |  |  |  |  |  |  |  |  |  |  |  |  |
|  | 57. Elika de Schweinfurt        |  |  |  |  |  |  |  |  |  |  |  |  |  |  |  |  |  |  |
|  |                                 |  |  |  |  |  |  |  |  |  |  |  |  |  |  |  |  |  |  |
|  |                                 |  |  |  |  |  |  |  |  |  |  |  |  |  |  |  |  |  |  |
|  | 14. Magnus Ier de Saxe          |  |  |  |  |  |  |  |  |  |  |  |  |  |  |  |  |  |  |
|  |                                 |  |  |  |  |  |  |  |  |  |  |  |  |  |  |  |  |  |  |
|  |                                 |  |  |  |  |  |  |  |  |  |  |  |  |  |  |  |  |  |  |
|  | 58. Olaf II de Norvège          |  |  |  |  |  |  |  |  |  |  |  |  |  |  |  |  |  |  |
|  |                                 |  |  |  |  |  |  |  |  |  |  |  |  |  |  |  |  |  |  |
|  |                                 |  |  |  |  |  |  |  |  |  |  |  |  |  |  |  |  |  |  |
|  | 29. Wulfhilde de Norvège        |  |  |  |  |  |  |  |  |  |  |  |  |  |  |  |  |  |  |
|  |                                 |  |  |  |  |  |  |  |  |  |  |  |  |  |  |  |  |  |  |
|  |                                 |  |  |  |  |  |  |  |  |  |  |  |  |  |  |  |  |  |  |
|  | 59. Astrid Olofsdotter          |  |  |  |  |  |  |  |  |  |  |  |  |  |  |  |  |  |  |
|  |                                 |  |  |  |  |  |  |  |  |  |  |  |  |  |  |  |  |  |  |
|  |                                 |  |  |  |  |  |  |  |  |  |  |  |  |  |  |  |  |  |  |
|  | 7. Wulfhilde de Saxe (en)       |  |  |  |  |  |  |  |  |  |  |  |  |  |  |  |  |  |  |
|  |                                 |  |  |  |  |  |  |  |  |  |  |  |  |  |  |  |  |  |  |
|  |                                 |  |  |  |  |  |  |  |  |  |  |  |  |  |  |  |  |  |  |
|  | 60. Vazul                       |  |  |  |  |  |  |  |  |  |  |  |  |  |  |  |  |  |  |
|  |                                 |  |  |  |  |  |  |  |  |  |  |  |  |  |  |  |  |  |  |
|  |                                 |  |  |  |  |  |  |  |  |  |  |  |  |  |  |  |  |  |  |
|  | 30. Béla Ier de Hongrie         |  |  |  |  |  |  |  |  |  |  |  |  |  |  |  |  |  |  |
|  |                                 |  |  |  |  |  |  |  |  |  |  |  |  |  |  |  |  |  |  |
|  |                                 |  |  |  |  |  |  |  |  |  |  |  |  |  |  |  |  |  |  |
|  | 61.                             |  |  |  |  |  |  |  |  |  |  |  |  |  |  |  |  |  |  |
|  |                                 |  |  |  |  |  |  |  |  |  |  |  |  |  |  |  |  |  |  |
|  |                                 |  |  |  |  |  |  |  |  |  |  |  |  |  |  |  |  |  |  |
|  | 15. Sophie de Hongrie           |  |  |  |  |  |  |  |  |  |  |  |  |  |  |  |  |  |  |
|  |                                 |  |  |  |  |  |  |  |  |  |  |  |  |  |  |  |  |  |  |
|  |                                 |  |  |  |  |  |  |  |  |  |  |  |  |  |  |  |  |  |  |
|  | 62. Mieszko II de Pologne       |  |  |  |  |  |  |  |  |  |  |  |  |  |  |  |  |  |  |
|  |                                 |  |  |  |  |  |  |  |  |  |  |  |  |  |  |  |  |  |  |
|  |                                 |  |  |  |  |  |  |  |  |  |  |  |  |  |  |  |  |  |  |
|  | 31. Richezza de Pologne         |  |  |  |  |  |  |  |  |  |  |  |  |  |  |  |  |  |  |
|  |                                 |  |  |  |  |  |  |  |  |  |  |  |  |  |  |  |  |  |  |
|  |                                 |  |  |  |  |  |  |  |  |  |  |  |  |  |  |  |  |  |  |
|  | 63. Richeza de Lorraine         |  |  |  |  |  |  |  |  |  |  |  |  |  |  |  |  |  |  |
|  |                                 |  |  |  |  |  |  |  |  |  |  |  |  |  |  |  |  |  |  |
|  |                                 |  |  |  |  |  |  |  |  |  |  |  |  |  |  |  |  |  |  |

### Descendance

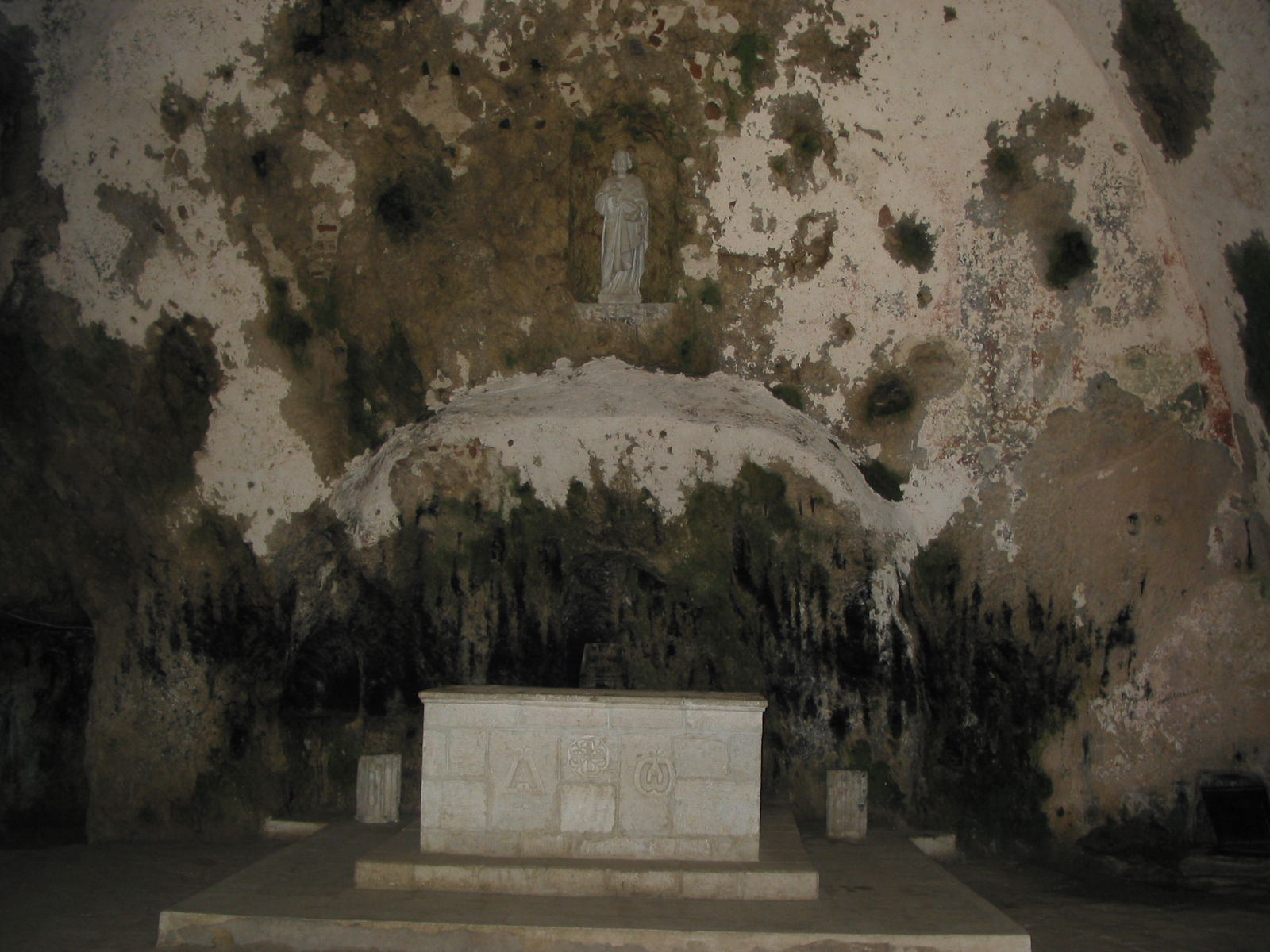
Autel de l'église Saint-Pierre à Antioche.

Premier mariage avec Adela von Vohburg, annulé.
Second mariage avec Béatrice Ire de Bourgogne :
- Rainald ou Renaud (° 1161 † 1164), enterré à Lorsch ;
- Béatrice (° 1162 † début 1174 ou 1179), enterrée à Lorsch ;
- Guillaume (° 1163 † 1164), enterré à Lorsch ;
- Frédéric V de Souabe (° 16 juillet 1164 † 28 novembre 1169/1170), duc de Souabe, enterré à Lorsch ;
- Henri VI (° 1165 † 1197), empereur germanique, roi de Sicile, ∞ Constance de Sicile (° 1154 † 1198), fille du roi Roger II. Il est le père de l'empereur germanique Frédéric II ;
- Conrad (° 1167 † 1191) dit Frédéric VI de Souabe, duc de Souabe ;
- Agnès (° octobre/novembre 1168 ou 1174 † 8 octobre 1184), enterrée à la cathédrale de Spire ;
- Conrad II de Souabe (° 1169 † 1196), duc de Souabe et de Franconie ;
- Othon Ier (° 1171 † 1200), comte palatin de Bourgogne, ∞ Marguerite de Blois († 1230), comtesse de Bourgogne, comtesse de Blois ;
- Sophie (° 1175 † ?), ∞ Guillaume, marquis de Montferrat ;
- Philippe Ier de Souabe (° 1177 † 1208), duc de Souabe, roi de Germanie / roi des Romains, ∞ 1197 Marie de Byzance (° 1181 † 1208), fille de l'empereur Isaac II Ange.

## Frédéric, empereur

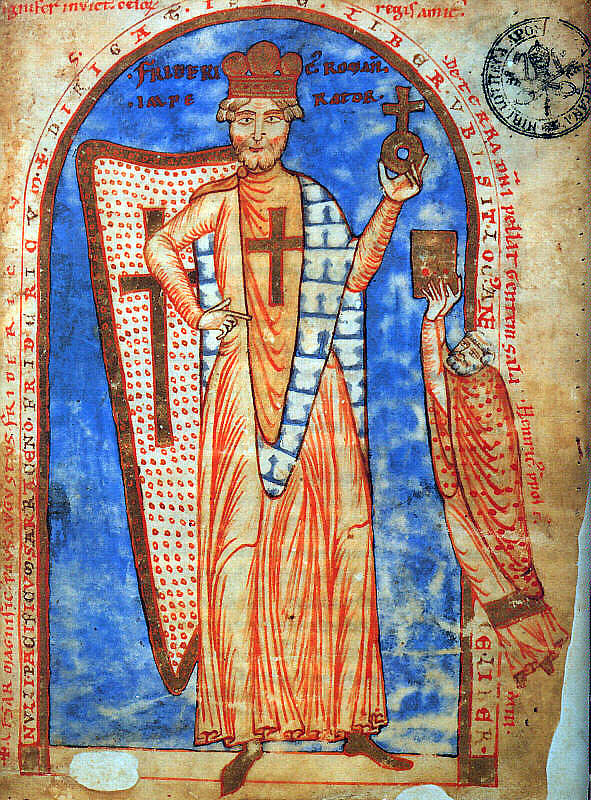
Barberousse habillé en croisé, miniature de 1188.

À la mort subite de Conrad III le 15 février 1152 à Bamberg, il a 30 ans. Frédéric, duc de Souabe, est alors élu à la dignité de roi des Romains dès le 4 mars 1152 à Francfort-sur-le-Main et couronné le 9 mars 1152 par l'archevêque de Cologne Arnold II von Wied (de) dans la chapelle palatine d'Aix-la-Chapelle[réf. nécessaire].
Conrad III avait déjà planifié sa succession avant son voyage de couronnement à Rome. Il l'avait prévu dans la perspective de l'élection et du couronnement de son propre fils ; il était habituel de régler les problèmes dynastiques avant de partir pour un long voyage qui comportait toujours des risques.
D'après la tradition et le témoignage écrit d'Othon de Freising, Conrad décida ensuite, dans l'intérêt de l'empire, de passer outre aux règles de succession dynastiques et de favoriser l'élection de son neveu à la place de son fils, prénommé également Frédéric, et qui n'avait alors que six ans. Il aurait prétendument craint qu'un épisode de régence ne permette pas d'obtenir la paix désirée dans le contexte du conflit avec Henri le Lion. La recherche historique n'a pu éclaircir ce point, le témoignage d'Othon de Freising sur les circonstances de l'élection étant postérieur de cinq ans à l'évènement, alors que Frédéric était déjà établi. Il est plus vraisemblable que le duc de Souabe sut établir, par sa diplomatie extrêmement habile, un équilibre des intérêts entre les factions rivales qui garantit de façon satisfaisante le rang et la réputation de chacun des princes et lui assura leur soutien lors de l'élection[réf. nécessaire].
Des chroniques relatent plusieurs rencontres entre Frédéric et les grands de l'empire pendant la vacance du trône. Au cours de ces entretiens, l'impétrant était en mesure de promettre diverses charges et territoires aux princes pour amener ses interlocuteurs à soutenir sa candidature. Ceci concernait en particulier les partisans de son cousin Henri le Lion, qui était probablement un concurrent supplémentaire. Après l'accession au trône de Frédéric, leur oncle commun, Welf VI, reçut la suzeraineté sur plusieurs domaines ainsi que des territoires en Italie (les biens de la comtesse Mathilde de Toscane, le duché de Spolète, le margraviat de Toscane, les îles de Sardaigne et de Corse). Un parent Wittelsbach, le comte Conrad II de Dachau (en) reçut le titre de margrave de Moravie[réf. nécessaire].
Le beau-frère d'Henri le Lion, Berthold IV de Zähringen, reçut le titre de recteur de Bourgogne (une charge impériale) ayant autorité sur des villes du Jura suisse. Barberousse lui donna par ailleurs l'assurance de le conforter dans ses droits par une expédition militaire, si lui-même pourvoyait mille cavaliers. Après cet isolement qui ne prit fin définitivement qu'en 1156, son cousin Henri le Lion reçut pour prix de son vote de soutien le duché de Bavière qu'il convoitait et qui fut repris aux Babenberg par édit princier lors de la Diète de Goslar en 1154[réf. nécessaire].
Le duc Vladislav de Bohême fut nommé roi de Bohême par anticipation de futurs services[réf. nécessaire].
Les princes électeurs durent voir en Frédéric, apparenté aux deux clans ennemis des Hohenstaufen et des Welf, le candidat le plus à même de les réconcilier[réf. nécessaire].
Le programme de Barberousse est révélé dans l'annonce de l'élection du pape Eugène III par Wibald, abbé de Stavelot-Malmedy : le rétablissement des privilèges de l'Église et la suzeraineté de l'empire en est le principe essentiel (honor imperii et sacrum imperium). Il ne s'agit cependant de rien de nouveau : certains passages de l'annonce se trouvaient déjà à peu de chose près dans les écrits de Conrad III et dans la sommation papale de janvier 1152.

### Projet de mariage byzantin
En septembre 1153, Barberousse décida de rouvrir les négociations en vue d'une alliance avec Constantinople. Il propose d'épouser une princesse byzantine mais les négociations traînent en longueur. Anselme de Havelberg est envoyé le 9 mai 1154 à Constantinople pour conclure une possible alliance. Il en revint prématurément à l’été 1155 et les relations avec l'Empire byzantin restèrent dans l'ambiguïté[réf. nécessaire].

### Recherche d'un équilibre en Allemagne
Frédéric se consacra dans un premier temps à la pacification de l'empire. Il tint une première Diète à Dortmund après la Pâques 1152. Étaient présents l'archevêque de Cologne Arnold II, le duc de Saxe Henri le Lion, le duc Welf IV et Albrecht l'Ours.
Frédéric s'y présenta pour la première fois comme le suzerain de la partie saxonne de l'empire. Il ordonna la construction du château de Kaiserslautern, en Rhénanie (qui deviendra « Kaiserslautern »).
Une nouvelle Diète fut convoquée en juin de la même année pendant la tournée d'empire à Mersebourg. Il fut question du conflit entre l'archevêque de Brême, Hartwich (de), et Henri le Lion autour du droit de fonder un évêché sur la côte de la mer Baltique[réf. nécessaire].
C'est seulement lors de la Diète de Goslar en 1154 que fut accordé à Henri le droit de fonder des évêchés sur son territoire[réf. nécessaire].
À Mersebourg, Frédéric intervint dans la querelle de succession de la couronne danoise au profit de Sven III, contre Knut qui était lié aux Welf. Le problème le plus crucial de la politique impériale, le conflit entre Henri le Lion et Henri Jasomirgott pour le duché de Bavière fut évoqué mais ne fut pas encore résolu. L'expansion des Welfes en Allemagne du Nord a ainsi été circonscrite[réf. nécessaire].
Après avoir initialement tranché à Goslar en faveur de Henri le Lion pour l'attribution du duché de Bavière, Frédéric a commencé à négocier en septembre 1155 avec Henri Jasomirgott sur la compensation à lui attribuer pour cette perte. N'ayant pu s'entendre avec lui, Barberousse autorisa les princes de Bavière à prêter serment de fidélité à Henri le Lion en octobre à Ratisbonne. Cependant, le duché n'a officiellement quitté les mains des Babenberg que le 8 septembre 1156. Comme Henri Jasomirgott ne voulait pas abandonner son fief, un compromis aurait été trouvé à la Pentecôte 1156 ; il sera retranscrit en septembre dans le Privilegium minus : les Babenberg reçurent l'Autriche, l'ancien margraviat étant élevé au rang de duché, et Henri le Lion reçut le reste de la Bavière. Cet accord constitua les fondations de l'Autriche comme territoire indépendant[réf. nécessaire].
La tournée d'empire s'arrêta après Mersebourg à Ratisbonne. Frédéric y reçut l'hommage de la noblesse bavaroise et appela à une expédition contre la Hongrie. Les princes, contestant ses chances de succès, s'y opposèrent. Le roi voulait probablement profiter de cette expédition pour détourner les Babenberg de leur combat contre les Welfes en Bavière[réf. nécessaire].

### Préparation du couronnement romain
Le couronnement impérial à Rome, sans être indispensable à la reconnaissance de l’empereur, est un élément de prestige important. Lors de la Diète de Wurtzbourg, en octobre 1152, Barberousse fixa la date de son voyage à Rome à l'automne 1154. Les raisons souvent avancées pour expliquer le choix d'une date si tardive touchent au souhait de Barberousse de régler la dispute entre les Babenberg et les Welf pour le titre de duc de Bavière. Une fois la date connue, des négociations entre Barberousse et la curie romaine commencèrent afin de déterminer les conditions du couronnement[réf. nécessaire].
En mars 1153, à la diète de Constance, Frédéric reçut une délégation de marchands de Lodi qui se plaignaient des empiétements de la commune voisine de Milan. Les rivalités entre communes italiennes, en même temps que les demandes répétées du pape confronté à la rébellion de ses sujets romains, donnaient à Frédéric de bonnes raisons d'intervenir dans les affaires italiennes.
Le traité signé à Constance en mars 1153 fut l'aboutissement de ces discussions. Barberousse y promettait de soumettre la commune romaine insurgée, de restituer la ville à l'autorité papale et de ne signer aucune paix avec les Romains et les Normands sans l'accord du pape, de rétablir et renforcer le pouvoir spirituel du pape sur l'Église romaine ainsi que de contrecarrer toute velléité byzantine en Italie.
En contrepartie, le pape promettait de couronner Frédéric et de le soutenir dans l'exercice du pouvoir impérial, d'excommunier les éléments subversifs de l'Empire et de s'associer à l'expulsion des Byzantins hors d'Italie. Frédéric obtint en outre, dans le cadre des négociations, que le pape démette les archevêques de Mayence, Minden, Hildesheim et Eichstätt, trop proches des Welfes, et les remplace par des personnalités qui lui soient favorables[réf. nécessaire].
En juin 1154, Frédéric Ier convoqua la Diète à Goslar. Henri le Lion obtint pendant la réunion le droit d'investir des évêques dans ses territoires sur la mer Baltique. Barberousse se prononça également en sa faveur au sujet du duché de Bavière, sans pour autant mettre un terme au conflit[réf. nécessaire].

### Premier voyage à Rome en 1154-1155
L'armée se mit en mouvement pour Rome en octobre 1154. La situation s'était entre-temps dégradée en Italie du Sud à la suite de la mort de Roger II. Le fils de ce dernier, Guillaume Ier, ne fut pas reconnu par le pape Adrien IV mais entreprit cependant des négociations avec la curie. Adrien craignait une fois encore une invasion byzantine en Italie et rappela avec insistance à Frédéric les termes du traité de Constance. En outre, Adrien se retrouvait dans un conflit aigu avec le Sénat romain.
Frédéric et Adrien se rencontrèrent une première fois à Sutri où le roi germanique refusa de se plier au protocole de soumission (mener le cheval du pape par la bride). Cet incident semble toutefois s'être arrangé assez vite. Sur leur route commune vers Rome, le roi et le pape rencontrèrent une délégation du Sénat qui réclamait la reconnaissance de la nouvelle charte de la ville ainsi que le paiement de 5 000 livres d'or et soutenait qu'à l'avenir l'empereur pourrait recevoir sa couronne de la ville de Rome. Ces prétentions furent rejetées par le roi. Sur ces entrefaites, Rome ferma ses portes au roi et au pape (le Vatican étant situé en dehors de la cité profane)[réf. nécessaire].
Barberousse fut couronné empereur le 18 juin 1155 par Adrien IV dans la basilique Saint-Pierre de Rome. La population romaine se souleva juste après le couronnement pour capturer le pape. Les troupes impériales et papales combattirent tard dans la nuit contre les Romains. Le calme rétabli, Barberousse ne chercha pas à mater la rébellion, malgré le traité de Constance, ni à rétablir le pouvoir du pape sur la ville[réf. nécessaire].

### Impasse en Italie du Sud et début de l'alliance entre le pape et les Normands
Une expédition contre les Normands de Sicile fut également abandonnée. Pourtant les envoyés de Constantinople, que Barberousse avait reçus peu après le couronnement à Ancône pour négocier les projets de mariage et d'alliance, en avaient fait une exigence. Les princes refusèrent, comme l'empereur, de participer à l'expédition. Les pourparlers finirent sur une impasse. L'empereur byzantin prit contact avec les insurgés dans les Pouilles et abandonna les discussions avec Frédéric Ier[réf. nécessaire].
À la suite de cette violation du traité de Constance, la rupture fut consommée entre la papauté et l'empire, et plusieurs démêlés s'ensuivirent. La position de Frédéric se dégrada en Italie. La rébellion dans les Pouilles prit de l'ampleur avec l'aide des Byzantins. Les Normands affrontèrent Constantinople avec succès et lui reprirent Brindisi juste après que les Byzantins l'eurent réoccupée. Par la suite, le pape Adrien conclut le traité de Bénévent avec les Normands en 1156. Les Normands, lors des années suivantes, se firent le bras armé temporel du pape, notamment dans son conflit avec la cité romaine, ce qui remit en cause le rôle de l'empereur germanique. Le traité de Bénévent constitua de ce fait une étape importante dans le processus de séparation entre la papauté et l'empire[réf. nécessaire].

### Second mariage en 1156 et politique bourguignonne

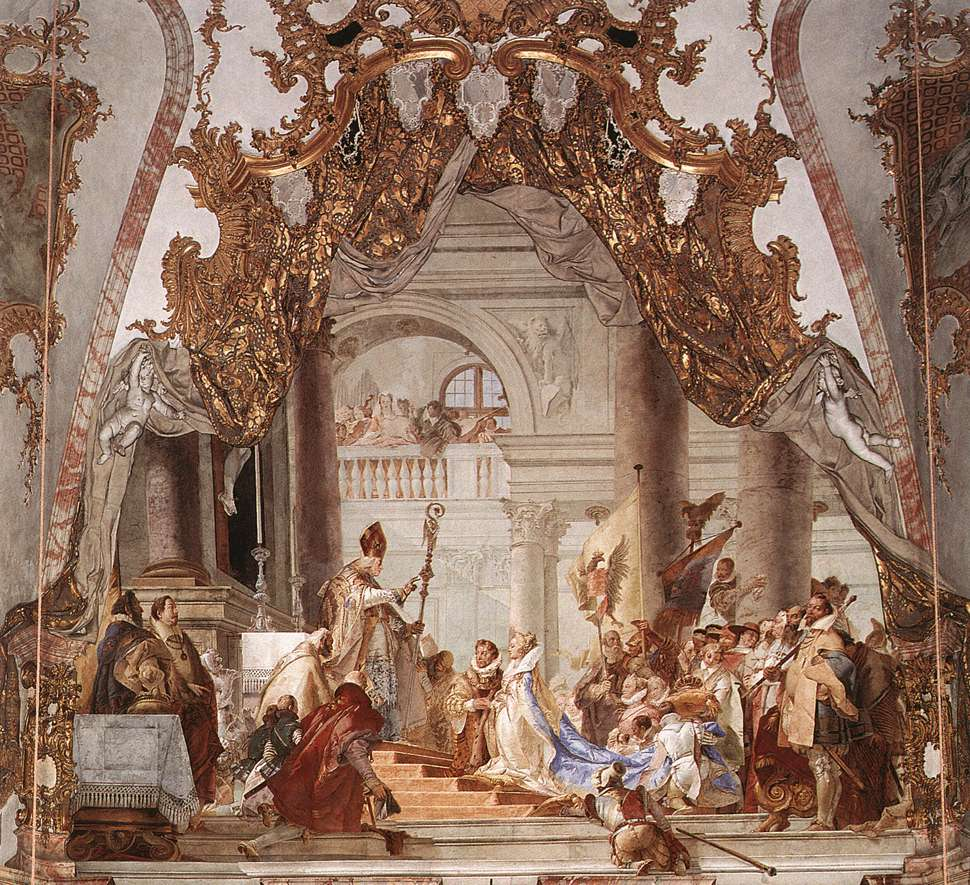
Mariage de Frédéric Barberousse avec Béatrice de Bourgogne, fresque de Giambattista Tiepolo, 1751.

Le 9 juin 1156 à Wurzbourg, l'empereur épousa en secondes noces Béatrice de Bourgogne (1145-1184), encore mineure, fille du comte Rainald III et d'Agathe de Lorraine (fille du duc de Lorraine Simon Ier), et héritière de la Franche-Comté. La même année, ce mariage lui rapporta le titre de comte de Bourgogne et lui permit un passage des Alpes plus facile par l'ouest, mais sans vraiment agrandir son influence dans la région. Leur couronnement comme roi et reine de Bourgogne se tint respectivement le 30 juillet 1178 à Arles et en août 1178 à Vienne[réf. nécessaire].

### Renforcement de l'État impérial
Pendant cette période, Barberousse a profondément changé l'organisation impériale. Le fodrum (de), impôt impérial, fut imposé à la noblesse italienne de façon régulière, ce qui permit, avec le financement des cités italiennes, de remplir le trésor impérial. L'armée fut réformée : à côté de la noblesse d'épée qui prêtait serment de soutien au combat, de plus en plus de mercenaires furent recrutés[réf. nécessaire].
Barberousse renforca son emprise territoriale, essentiellement grâce à l'extension du domaine impérial en Thuringe et à la fondation des villes de Pegau et Chemnitz[réf. nécessaire].

## Politique italienne de Frédéric

### Intensification du conflit avec la papauté

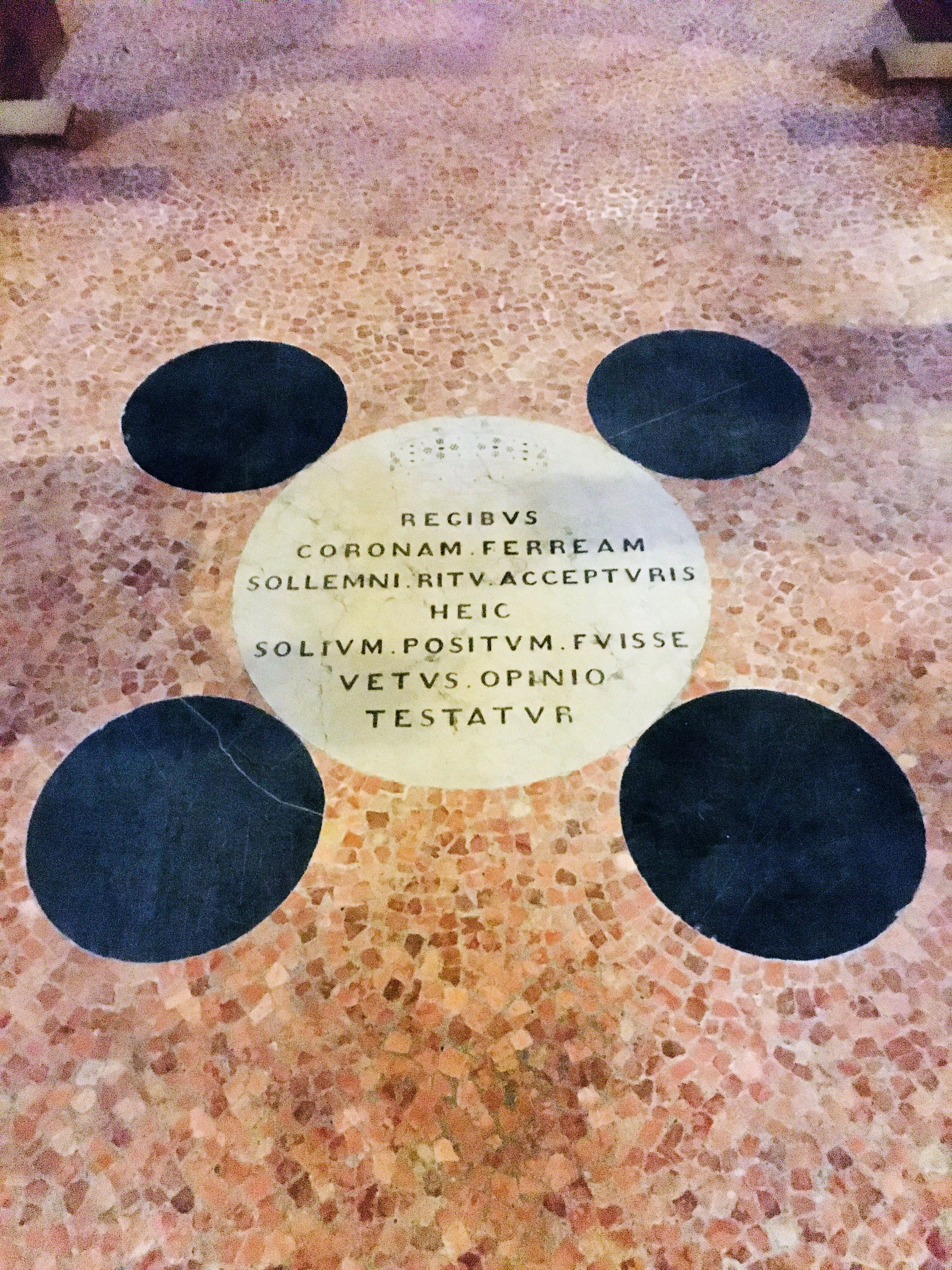
Pavie, basilique San Michele Maggiore, les cinq pierres où fut placé le trône de Frédéric Barberousse lors du couronnement en tant que roi d'Italie en 1155.

La première expédition en Italie (1154-1155), au cours de laquelle il fut couronné roi d'Italie à Pavie en 1155 dans la basilique San Michele Maggiore, n'avait pas seulement pour objectif de ceindre la couronne impériale mais poursuivait également le dessein, comme les cinq expéditions suivantes, d'assurer la domination impériale sans partage sur les terres d'empire, en particulier sur les cités de Lombardie[réf. nécessaire].
L'objectif se résume par l'expression des légistes, honor imperii (de), qui signifie, de façon simplifiée, le pouvoir suzerain de l'empereur. Le concept de sacrum imperium (empire saint) fut développé corollairement par la chancellerie impériale[réf. nécessaire].
Avant chaque expédition, Frédéric devait au préalable rassembler ses alliés. Il s'attacha donc à améliorer ses relations avec les Babenberg (à qui il avait repris la Bavière) en tentant, sans succès, de rétablir leur parent par alliance, Vladislav II sur le trône de Bohême en été 1157[réf. nécessaire].
Il éleva ensuite le duc Vladislav à la dignité de Roi de Bohême[réf. nécessaire].
Barberousse s'assura aussi de la bienveillance de l'archevêque de Brême en intervenant en sa faveur contre l'archevêché de Lund qui était soutenu par le pape et en concurrence avec Brême pour la primauté sur l'Église du nord, puis en s'abstenant d'agir pour la libération de l'archevêque Eskil après sa capture lors d'un retour de Rome à travers la Bourgogne.
Dans le même temps, il tenta de jouer un rôle dans le conflit de succession au Danemark[réf. nécessaire].
Barberousse convoqua une Diète à Besançon en octobre 1157, en premier lieu pour souligner sa volonté d'étendre sa domination à la Bourgogne. Deux légats du pape y exigèrent la libération d'Eskil, toujours détenu par des partisans de l'empereur. Un passage de la lettre du pape Adrien IV, qui décrivait le territoire de l'empire comme un beneficium, créa le scandale.
Ce terme pouvait être traduit par « bienfait » ou par « fief ». Rainald de Dassel, chancelier d'empire depuis 1156 et l'un des plus proches hommes de confiance de Frédéric, le traduisit par fief, ce qui ne souleva, à vrai dire, aucune remarque de la part des légats.
On fouilla les bagages des légats et on trouva de nombreux privilèges préremplis à l'attention de l'épiscopat allemand, dont l'émission par le pape faisait fi de l'autorité de l'empereur sur l'Église.
Ces deux provocations servirent à Frédéric pour lancer une campagne de propagande dénonçant ces attaques, ce qui lui permit de gagner le soutien d'une grande partie de l'épiscopat allemand. Les évêques allemands interdirent au clergé de faire appel à la curie romaine[réf. nécessaire].
L'influence du pape fut ainsi réduite, ce qui profita à l'empereur comme aux évêques à la recherche d'une plus grande autonomie par rapport à Rome. Une déclaration du pape Adrien IV en juin 1158, stipulant qu'il n'avait pas voulu dire fief, mais bienfait (Beneficium : non feudum, sed bonum factum), ne changea rien à l'expansion du climat hostile à son égard[réf. nécessaire].
Un contact avec Henri le Lion ne put pas plus empêcher la deuxième expédition en Italie[réf. nécessaire].

### Deuxième expédition en Italie en 1158-1159
L'armée de Frédéric attaqua Milan en septembre 1158. Il convoqua une diète en novembre à Roncaglia pour régler l'administration de l'Italie.
L'empereur fit élaborer les lois de Roncaglia par une commission composée d'érudits des écoles de droit de Bologne (qui était réputée pour ses juristes).
Ces lois s'inspirèrent majoritairement du droit romain et consacrèrent la primauté du droit impérial sur le jus commune. Les cités durent en conséquence faire accréditer leurs conseils auprès de l'empereur, ce qui provoqua ultérieurement l'indignation de nombreuses villes. Cette Diète est le point de départ d'une restructuration de la politique italienne par Barberousse. Lors de la Diète et de la pause hivernale qui suivit, les conceptions de l'État de l'empereur et du pape entrèrent en conflit : Frédéric étendit ses réformes administratives aux territoires italiens revendiqués par le pape, en particulier les territoires de la comtesse Mathilde et différents évêchés. Il entama aussi des négociations avec la ville de Rome. Une délégation papale fut envoyée à la cour au printemps 1159 pour exiger le retrait des nouvelles règles. Barberousse refusa au motif que les évêques ne professaient pas leur magistère sur leur propre territoire mais que leur résidence était au contraire située en terre d'empire sur lesquelles lui, l'empereur, avait pleine et entière souveraineté.
Dans le même temps, le pape entra en discussion avec Milan qui préparait une campagne contre l'empereur. Barberousse reçut, en parallèle à la légation papale, une députation romaine[réf. nécessaire].

### Mort du papeAdrienIVet schisme pontifical entreAlexandreIIIetVictorIV
Frédéric envoya à Adrien le comte palatin Othon de Wittelsbach. Adrien IV mourut le 1er septembre 1159 avant que le comte ne puisse entrer activement en contact.
Le conclave des cardinaux se divisa ; Roland Bandinelli, sous le nom d'Alexandre III, pour le parti italien et Victor IV, pour le parti impérial, revendiquèrent l'investiture. Alexandre était soutenu par la plupart des cardinaux pendant que Victor était préféré par le peuple romain.
Frédéric convoqua un concile en 1160 à Pavie afin de résoudre la question de l'élection. Sa conception de la fonction impériale se rattachait en partie à la fonction telle que pratiquée dans l'Antiquité tardive et surtout à la tradition des empereurs carolingiens. Selon celle-ci, l'empereur était le bailli de l'Église et il était amené à trancher les élections pontificales incertaines. Toutefois, le droit pour l'empereur de convoquer un concile était déjà débattu à l'époque.
Concomitamment, Alexandre envoya un courrier dans tout la Chrétienté pour faire connaître sa revendication du pontificat. Le concile se réunit en février 1160 dans la cathédrale de Pavie. Les partisans d'Alexandre n'y furent pas admis ; Victor fut confirmé conformément aux attentes. Dans l'ensemble, la décision ne fut pas respectée en Occident en raison du faible nombre de participants. Les clergés italien et français, et une partie du clergé allemand, ne reconnurent pas l'autorité du concile et donc celle de Victor.
Le schisme eut des conséquences en dehors de l'empire, surtout en Angleterre et en Allemagne. Frédéric avait déjà invité Henri II et Louis VII en 1159, dans l'optique d'imposer Victor. Cette tentative échoua et les deux rois reconnurent officiellement Alexandre.
Pendant ce temps-là, les confrontations militaires se poursuivaient en Italie. Après que Milan eut une nouvelle fois capitulé en mars 1162 et détruite, Frédéric apparut au sommet de sa puissance militaire en Italie. Après la victoire, les reliques de Milan furent remises au chancelier de Barberousse, Rainald von Dassel qui était en même temps évêque de Cologne.
Dans ces circonstances favorables, Frédéric envisagea une campagne en Sicile afin de tirer profit d'un soulèvement de la noblesse. On arrêta cependant les préparatifs en juin après que le roi normand eut vaincu la noblesse et que les combats entre Pise et Gênes eurent accaparé la flotte nécessaire[réf. nécessaire].
Frédéric développa alors ses efforts diplomatiques en direction de la France. Il visait un traité d'amitié et, au-delà, la reconnaissance de Victor par la France où avait fui Alexandre. On s'accorda sur une rencontre en août 1162 entre l'empereur, le roi et les deux papes au pont de Saint-Jean-de-Losne sur la Saône. Si un pape devait ne pas se présenter, l'autre serait reconnu comme seule autorité officielle. Alexandre refusa de s'y rendre et Louis VII proposa un délai. Frédéric convoqua un concile au lieu de la rencontre et Louis se considéra comme dégagé de sa promesse. Lors du concile, Frédéric et ses partenaires ne purent imposer Victor IV, ce qui constitue une des plus grandes défaites politiques de l'empereur[réf. nécessaire].

### Suite du schisme entreAlexandreIIIetPascalIII
Le schisme apparut tout d'abord résolu à la mort de Victor, en avril 1164. Rainald de Dassel fit cependant élire pape le cardinal Guido de Crémone (Guido da Crema) deux jours plus tard, sans en référer à l'empereur, sous le nom de Pascal III à Lucques. Cette démarche provoqua une opposition massive, surtout en Italie du Nord, ce qui suscita la fondation de l'Alliance de Vérone mais également en Allemagne.
De très nombreux clercs et évêques allemands, en particulier en Bourgogne, reconnurent Alexandre III. Des seigneurs laïcs se tournèrent également vers le parti d'Alexandre. Le plus important d'entre eux était Raoul de Zähringen qui avait conclu une alliance avec Louis VII en 1162. Raoul s'était décidé du fait que son frère Berthold IV avait perdu de nombreux droits en Bourgogne et qu'on lui avait refusé l'investiture à l'archevêché de Mayence.

Frédéric Ier réagit à cette situation critique croissante par des efforts diplomatiques redoublés. Le cœur du projet était une nouvelle croisade pour la libération de Jérusalem, conjointement avec les rois français et anglais. Elle devait permettre de réduire le fossé entre les royaumes chrétiens et parallèlement détendre la relation avec Alexandre. À Pâques 1165, Rainald von Dassel se rendit à la cour anglaise, à Rouen, et négocia le mariage de deux filles de Henri II avec un fils de Barberousse et Henri le Lion. La négociation se poursuivit de façon inattendue lorsque Rainald gagna les îles Britanniques et y convainquit Henri II d'abjurer Alexandre et de reconnaître Pascal III. Les raisons de ce basculement sont à chercher dans la querelle entre Henri et Thomas Becket. Rainald se rendit, dès son retour d'Angleterre, à la prestation de serment de Wurzbourg (du nom de la ville où se tenait l'assemblée d'empire) : Frédéric et de nombreux princes et évêques jurèrent de ne jamais reconnaître Alexandre III ou ses successeurs comme pape.
La cérémonie s'est tenue avec pour arrière-plan l'espoir d'action concertée avec l'Angleterre contre le pape. Au cours de l'assemblée, Barberousse démit de ses fonctions l'archevêque de Mayence, Conrad Ier de Wittelsbach. Il essaya ultérieurement de développer son influence dans la région de Salzbourg, où Alexandre trouvait du soutien[réf. nécessaire].
Parallèlement au conflit politique, Barberousse tenta de doter la partie allemande de l'empire d'une dimension théologique supplémentaire. Les ossements des trois rois mages furent transportés à Aix-la-Chapelle. À la Noël 1165, Charlemagne fut béatifié à Aix-la-Chapelle, afin d'obtenir une plus grande légitimité pour l'empire grâce à la sainteté de son fondateur ; Charlemagne jouait un grand rôle dans la conception de Frédéric du rôle impérial. Cet acte eut peu de répercussions en dehors de l'empire[réf. nécessaire].
Le serment de Wurzbourg n'eut que des effets limités. Henri II d'Angleterre n'entreprit rien de concret contre Alexandre. Il avait besoin de l'appui du pape romain, qui recueillait le soutien de la majorité de l'épiscopat anglais, dans l'affaire du scandale provoqué par l'assassinat de Thomas Becket en 1170 (dans lequel il avait une part de responsabilité)[réf. nécessaire].

### Expédition italienne de 1166-1167, prise de Rome et fuite devant l'épidémie
En mai 1166 mourut Guillaume Ier de Sicile. Les conflits de succession qui suivirent limitèrent la capacité d'action des Normands et Alexandre III ne put plus compter sur leur aide. Frédéric tira parti de cette situation et lança sa quatrième campagne italienne, à laquelle il avait déjà obligé une grande partie des princes allemands lors de la Diète d'Ulm (mars 1166), après avoir réglé la querelle de (de) Tubingen. Rainald de Dassel et l'archevêque Christian de Mayence dirigèrent une armée dans l'ouest de la péninsule italienne, près de Rome, et vainquirent le contingent italien à la bataille de Tusculum pendant que Barberousse assiégeait Ancône, finissait par l'enlever puis poussait jusqu'aux Pouilles. Il se porta ensuite vers Rome, qui fut prise en juillet 1167. Pascal couronna l'impératrice à Saint-Pierre et Alexandre III s'enfuit à Bénévent, déguisé en pèlerin. C'est dans ces circonstances qu'une violente épidémie (probablement la malaria) se répandit dans le camp, à laquelle succombèrent quelques personnalités importantes comme le duc Frédéric IV de Souabe (Rothenbourg), fils du roi Conrad, Welf VII, fils du duc Welf VI ainsi que l'archevêque Rainald de Cologne, les princes-évêques Alexandre II de Liège et Herman de Brême (de), l'évêque Gottfried III de Spire et de nombreux nobles. Frédéric ne put que ramener en Allemagne les restes de l'expédition. Les cités nord-italiennes exploitèrent la défaite de l'empereur. Elles constituèrent dès 1167 la Ligue lombarde, fidèle au pape, aussitôt financée par Constantinople et les Normands.

## Retour en Allemagne et reprise en main
En Allemagne, le désastre de 1167 eu pour conséquences que Barberousse récupéra de très nombreux territoires des princes morts durant l'épidémie, en particulier les fiefs de la maison ducale welfe en Haute-Souabe après qu'Henri le Lion eut failli à verser les sommes promises à son oncle Welf. Il se constitua ainsi une ceinture territoriale Hohenstaufen et royale entre la Bavière welfe et les territoires Zähringer autour de Freibourg. Barberousse avait depuis 1156 déjà accru son influence dans la région mosello-rhénane et dans les parties adjacentes de la Hesse, à travers la remise du palatinat rhénan, y compris la franchise sur de nombreux héritages saliens, à son demi-frère Conrad, la mise à l'écart des archevêchés de Trèves et Mayence comme l'activation habile des territoires royaux dans la région. Il avait également créé une terre d'empire dans le Wetterau autour de Gelnhausen et Friedberg. Une autre avancée de la politique impériale fut l'extension forcée de la liberté d'or à l'évêché de Wurtzbourg en 1168, ce qui permit de le doter de la dignité ducale, sans pour autant transformer le territoire en duché. L'évêque de Wurtzbourg obtenait naguère son titre du duc de Franconie.

## Recherche d'un compromis avecAlexandreIIIet la Ligue lombarde

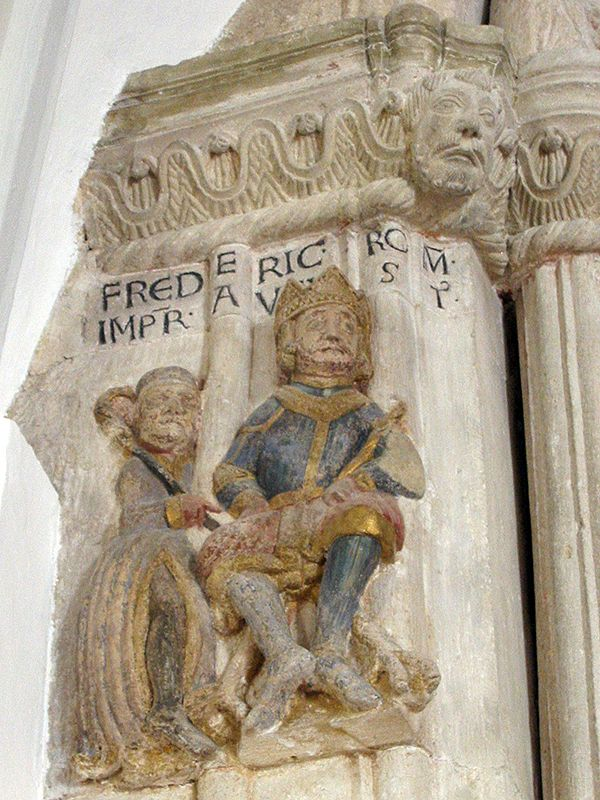
Effigie de l'empereur Barberousse dans la cathédrale de Freising.

Dans cette situation, Frédéric accentua les négociations avec Alexandre III. Un anti-pape, Calixte III, fut malgré tout de nouveau élu après la mort de Pascal III à l'automne 1168. Barberousse se prépara dans le même temps à la réconciliation avec Alexandre : à la Pentecôte 1169, il fit élire son fils cadet Henri comme successeur au trône impérial. Ce dernier devait vraisemblablement reconnaître Alexandre, pendant que Frédéric maintenait son refus de principe, afin de permettre une réunification lors de la succession. Frédéric tenta de surcroît d'impliquer les cours française et anglaise comme intermédiaires entre lui et le pape.
Barberousse ne suivit cependant pas exclusivement cette politique de détente, mais au contraire s'engagea encore plus loin dans la confrontation. Il adressa un reproche retentissant en mars 1172 à la Ligue lombarde et aux partisans d'Alexandre, en les accusant de vouloir transmettre l'Empire romain à Constantinople. Cela lui était nécessaire pour lancer la cinquième campagne italienne qui était dirigée non contre Rome, mais contre les villes italiennes du Nord. Le siège d'Alexandrie échoua. Des négociations de paix se tinrent en 1175 à Montebello, qui se conclurent par un traité de paix entre l'empereur et la Ligue lombarde. Les cités se soumirent officiellement, mais les décisions les concernant seront prises désormais par une commission de conciliation paritaire.

### Défaite contre la Ligue lombarde et traité de Venise en 1176
L'accord avec la Ligue lombarde ne fut que de courte durée, car Barberousse exigea la destruction d'Alexandrie et les cités réclamèrent la participation du pape aux discussions.
Frédéric demanda à l'automne 1175 des troupes fraîches en provenance d'Allemagne. Henri le Lion, notamment, le prince le plus important et suzerain de la proche Bavière, refusa de les envoyer. Il avait à Chiavenna posé comme condition à cet envoi que Goslar lui soit dévolue, avec ses abondantes mines d'argent.
Le 29 mai 1176 à Legnano, les troupes impériales commandées par Frédéric affrontèrent les troupes de la Ligue lombarde commandées par Alberto da Giussano. Les troupes impériales subirent une défaite décisive.
Après une entremise des cisterciens, Barberousse envoya à l'automne 1176 une délégation à Alexandre III qui devait négocier à Anagni une paix exceptionnelle. Le pape ne voulut cependant passer aucun accord sans toutes les parties en conflit, qui aurait réuni non seulement la Ligue lombarde mais aussi les autres cités italiennes, la Sicile et Constantinople. La Curie abandonna cependant assez vite son exigence d'inclure l'empire d'Orient, après que Manuel Ier eut subi une défaite en 1176 face aux musulmans et se révéla trop faible pour servir les intérêts d'Alexandre. Vers la fin des négociations fut abordé le délicat problème de la reconnaissance mutuelle, c'est-à-dire l'abandon du serment de Wurtzbourg et de l'excommunication de Barberousse prononcée par Alexandre III le 24 mars 1160 dans la cathédrale Santa Maria d'Anagni dans le Latium. L'empereur promit le retrait des territoires revendiqués par le pape et la restitution des biens de la princesse Mathilde. Alexandre III promit de conserver leur validité aux ordinations conférées par les évêques schismatiques.

### Conséquences du traité en Italie
Ces conclusions ne concernaient cependant ni les villes ni la Sicile. Les négociations se poursuivirent avec elles à Chioggia. Au cours de celles-ci, Barberousse réussit à obtenir du pape qu'il renonce à quelques-unes des réclamations territoriales qui avaient été acceptées à Anagni. L'empereur obtint ainsi de conserver un droit d'exploitation du territoire de la reine Mathilde pendant 15 ans et la question de savoir si un territoire en particulier relevait des États pontificaux fut renvoyée au cas par cas à un tribunal arbitral pour règlement. En contrepartie, Frédéric promit une trêve, à la Ligue lombarde pour six ans et à Guillaume II de Sicile pour quinze ans. L'empereur, le pape et Guillaume II, roi des Pouilles et de Sicile et protecteur de l'Église, se rencontrèrent à Venise en 1177 sous la patronage du doge Sebastian Ziani pour signer le traité. Grâce à son adresse politique, Venise ne s'était pas entremise dans la lutte qui opposait le pape et l'empereur et c'est pour cette raison qu'elle fut retenue comme siège du traité.
L'impact de ce traité en matière de droit international est discuté par les historiens. D'un côté, l'empereur dut revoir largement à la baisse ses prétentions initiales, qui se seraient traduites par un élargissement de ses compétences sans précédent depuis l'époque d'Henri III. La dissociation entre les parties italienne et allemande de l'Empire fut accentuée. La question de la prééminence du pape ou de l'empereur resta non résolue, bien que le pape sortit renforcé des discussions et l'empereur affaibli. Et surtout, la revendication impériale sur Rome était de facto abandonnée.
D'un autre côté, il apparut clairement que le pape était intéressé par un accord avec l'empereur, ce qui affaiblissait la position de ses alliés lombards dans les pourparlers de paix à suivre. Après l'expiration de l'armistice de Venise, Barberousse et la Ligue lombarde conclurent la paix de Constance en 1183. L'empereur dut certes accepter de nombreuses revendications des villes, mais les relia fermement au maintien de la Ligue lombarde dans la structure de l'empire. Elle devint une sorte de fédération d'intérêt, légitimée par l'empereur, entre villes de l'Italie du Nord. Il réussit à commuer l'exercice du droit régalien en contributions financières régulières des villes, ce qui marque certes un recul des droits impériaux en deçà du niveau de l'époque salienne mais permit cependant de bénéficier de leur richesse et d'établir une domination supérieure à celle que détenait Conrad III. Les villes lombardes obtinrent le droit d'élire leurs consuls, qui devaient toutefois être agréés par l'empereur tous les cinq ans. La Toscane commença à s'affirmer dans les années qui suivirent les traités de paix comme la nouvelle puissance en Italie. L'empire commença alors à conforter sa position en Italie centrale pour compenser les pertes subies en Lombardie.

## Politique allemande et française entre 1176 et 1187

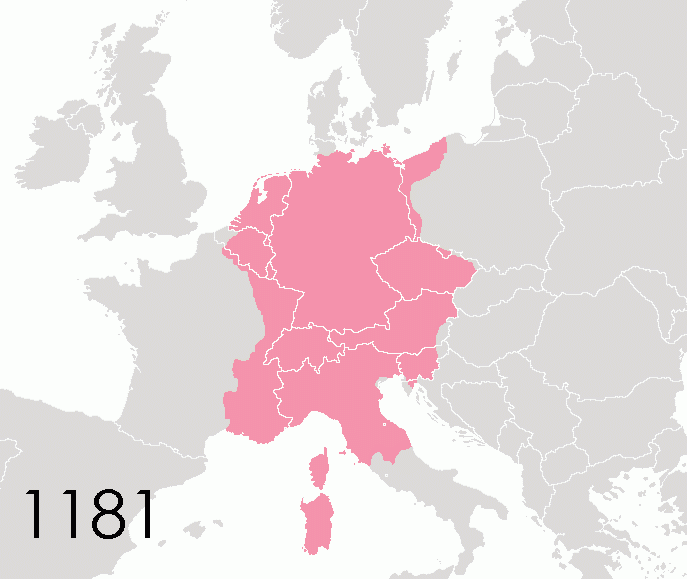
Empire de Frédéric Barberousse en 1181.

### Conflit avec Henrile Lion
Dans les dernières années de Frédéric, les relations entre lui et son cousin guelfe Henri le Lion n'ont cessé de se dégrader. L'étape la plus importante de cette dégradation fut franchie lorsque Henri refusa à Chiavenna d'envoyer des troupes pour la cinquième expédition italienne. En outre, Henri conclut en 1175 ou 1176 avec Welf VI un contrat de succession, qui devait garantir à Henri la possession des territoires italiens de son oncle. Barberousse acheta en 1178 à Welf VI ses territoires au nord des Alpes et lui en rendit immédiatement une partie comme fief.
En janvier 1179 à la Diète de Worms, l'empereur accusa Henri le Lion de divers abus. Henri lança immédiatement une contre-attaque, accusant l'archevêque de Cologne, allié de Barberousse, d'avoir saccagé la région de Hamelin. La querelle juridique se déroula donc formellement entre Henri le Lion et l'archevêque. Il n'y eut aucun débat effectif, étant donné que le Lion ne se rendit à aucune séance du tribunal.
Après une première sentence en juin 1179, l'assemblée des princes réunie à Wurtzbourg en janvier 1180 prononça la mise au ban de l’empire de Henri : ses fiefs impériaux lui furent confisqués, son territoire scindé en deux : la partie septentrionale fut remise en avril 1180 pour partie à l’archevêque de Cologne Philippe de Heinsberg (duché de Westphalie) et pour partie à l’ascanien Bernard d'Anhalt (Saxe). Au sud, Barberousse plaça à la tête du duché de Bavière le compte palatin Othon de Wittelsbach.
Henri le Lion s'opposa à sa condamnation par contumace les armes à la main, provoquant la levée de l'armée impériale contre lui. Il dut assez vite se soumettre à l'empereur, en novembre 1181, après que la noblesse saxonne, ses alliés slaves ainsi que danois se furent désolidarisés et que la ville de Lübeck eut ouvert ses portes à l'empereur. Il fut rejugé fin 1181 à la Diète d'Erfurt, où les princes, manifestement, contraignirent l'empereur à un jugement relativement plus modéré, limitant le bannissement à trois ans.

### Tensions avec l'archevêque de Cologne et le roi de France
Fort de sa mainmise sur la Westphalie, Philippe de Heinsberg devint le prince le plus puissant de la moitié nord de l'Allemagne, ce qui posa problème à Barberousse. L'archevêque était vraisemblablement l'accusateur du procès contre Henri le Lion. Dès 1165, Barberousse avait essayé de limiter le pouvoir de Philippe. Le soutien apporté à différents princes dans le Sud des Pays-Bas, dans la région de Meuse-Moselle et aux villes d'Aix-la Chapelle et de Duisbourg ne put cependant vraiment freiner le surcroît de puissance de Philippe. Cela montre les faiblesses structurelles de la politique allemande de Barberousse : la chute d'Henri le Lion profitait tout autant à ses vassaux qu'à lui-même.
En 1184, Barberousse conclut une alliance avec Philippe Ier de Flandre contre le roi de France Philippe Auguste, à laquelle se joignit également le roi Henri II d'Angleterre. Le fils de Barberousse, Henri VI, devait mener une campagne contre la France qui fut cependant annulée, car Baudouin V de Hainaut refusa le passage des troupes sur son territoire. Barberousse craignait d'entrer pour cela en conflit avec Baudoin, car il avait aussi besoin de lui comme contrepoids à Philippe de Heinsberg.
En riposte, l'archevêque de Cologne, soutenu par le pape Urbain III, entra en opposition directe avec Barberousse en contestant la succession impériale qu'il organisait.
L'empereur nomma derechef son fils régent en Italie, afin de se concentrer sur l'Allemagne. En novembre 1186 à Gelnhausen, la majeure partie de l'épiscopat allemand apporta son soutien à l'empereur, une défaite pour l'archevêque et le pape. Philippe de Heinsberg fit encore échouer en 1187 une alliance de l'empereur avec le roi de France Philippe Auguste contre le roi anglais Henri II, mais dut finalement se soumettre en mars 1187 à la Diète de Mayence (en).

## Pentecôte de Barberousse en 1184

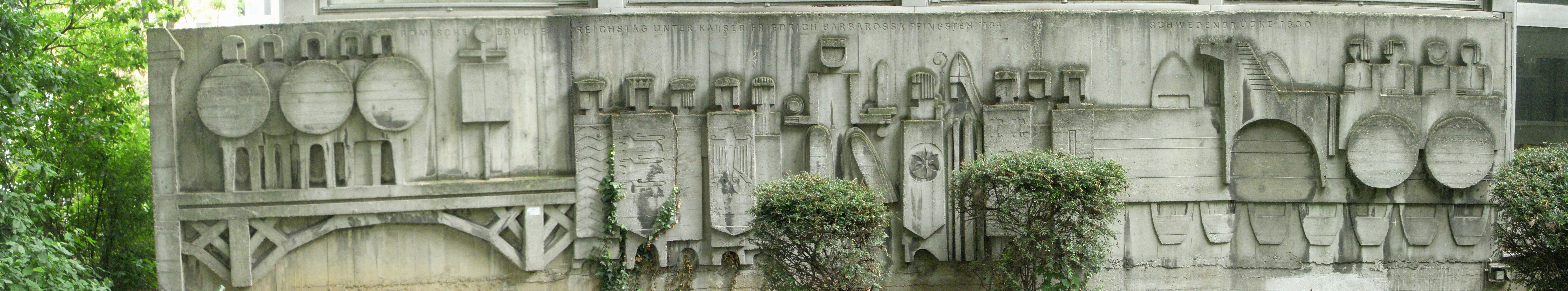
Relief en béton sur la « Pentecôte de Barberousse » à Mayence.

La diète tenue par Frédéric Barberousse à la Pentecôte 1184 compte parmi les principales diètes de tout le Moyen Âge. Le motif en était l'adoubement de ses fils Henri et Frédéric. Plus de 40 000 chevaliers se rendirent à Mayence qui ne pouvait contenir une telle foule, tant et si bien que les chevaliers durent camper sur des îles en bordure du Rhin. Presque tous les princes et l'intégralité de l'élite spirituelle prirent part à la fête, parmi lesquels les ducs de Bohême, d'Autriche, et de Saxe, le comte palatin et le landgrave de Thuringe, les archevêques de Trèves, Brême et Besançon, ainsi que les évêques de Ratisbonne, Cambrai, Liège, Metz, Toul, Verdun, Utrecht, Worms, Spire, Strasbourg, Bâle, Constance, Coire, Würzburg, Bamberg, Münster, Hildesheim et Lubeck. Le trouvère Guiot de Provins, invité pour l'occasion, raconte qu'il fut comblé de cadeaux. Un chroniqueur écrivit au sujet de la fête que « c'était la plus grande qui fut jamais fêtée en Allemagne ». [réf. nécessaire]

## Croisade et mort

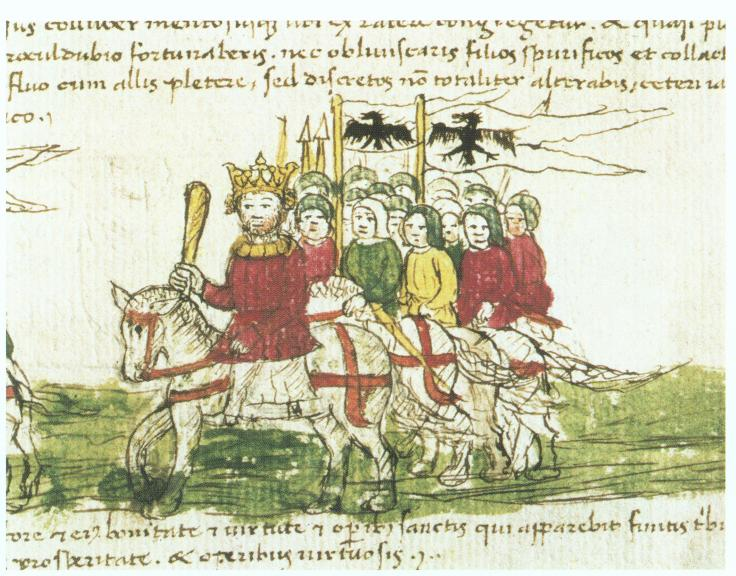
Frédéric Barberousse lors de la troisième croisade.

On décida également d'une croisade à la Diète de Mayence en 1188. Frédéric partit donc en 1189 avec Philippe Auguste et Richard Cœur de Lion pour la troisième croisade. Il concéda auparavant de très larges privilèges urbains et commerciaux à un établissement commercial situé sur la rive occidentale de l'Alster, qui avait été fondé par le comte Adolf III de Schauenburg et Holstein. Cette décision marque la naissance de Hambourg, encore que l'authenticité de cet acte soit débattue.
L'autorité sur l'Empire en son absence échut à son fils Henri VI. Barberousse a provoqué Saladin en duel par une lettre du 26 mai 1188, dont le rendez-vous était fixé dans la plaine égyptienne de la Zoan (en). Après deux batailles victorieuses contre les musulmans, dont son dernier combat à la bataille d'Iconium, Frédéric s'est noyé le 10 juin 1190 dans le fleuve Saleph (actuellement Göksu, eau bleue), en Anatolie, avant d'avoir pu rencontrer Saladin. Les circonstances de sa mort sont mal connues : on a rapporté qu'il avait voulu se rafraîchir, après l'échauffement de la bataille, en prenant un bain ; d'après d'autres sources, son cheval se serait affolé lors de la traversée du fleuve et Frédéric aurait été emporté au fond par le poids de son armure. D'autres ont également spéculé sur un infarctus causé par le choc thermique, rendu possible par son âge.
Son fils Frédéric de Souabe tenta, avec quelques acolytes, d'enterrer Barberousse à Jérusalem. Mais le corps ne put être conservé dans le vinaigre et fut traité selon la technique du mos Teutonicus. On enterra donc les chairs de l'empereur dans l'église Saint-Pierre à Antioche, ses os dans la cathédrale de Tyr et ses entrailles à Tarse.

## Chronologie abrégée
- 1122 : Naissance de Frédéric, le fils du duc de Souabe et d'Alsace Frédéric de Hohenstaufen et de Judith de Bavière, fille du duc Henri IX de Bavière dit Henri le Noir, de la dynastie rivale des Welfs.
- 1147 : il épouse Adélaïde de Vohbourg (fille du margrave Diepold III de Vohbourg).
- 1152 : le 4 mars, il est élu empereur germanique par les princes-électeurs et succède à son oncle l'empereur Conrad III de Hohenstaufen.
- 1153 : il divorce d'Adélaïde de Vohbourg.
- 1154 : il mène une expédition de conquête en Italie au cours de laquelle il est couronné empereur du Saint-Empire romain germanique le 18 juin 1155 à Pavie par le pape Adrien IV avec qui il entre en conflit de pouvoir. Il prend le contrôle de la commune romaine soutenue par Adrien IV et Arnaud de Brescia (qu'il fait supplicier) qui s'opposent à sa conquête de l'Italie et aspirent à un pouvoir républicain antique.
- 1156 : il épouse la comtesse de Bourgogne Béatrice Ire de Bourgogne dont il aura plusieurs enfants, dont :
  - Le futur duc Frédéric VI de Souabe (1164-1191)
  - Le futur empereur germanique Henri VI (1165-1197) (qui lui succède)
  - Le futur comte Othon Ier de Bourgogne (1167-1200) (épouse Marguerite de Blois en 1192 fille du comte Thibaut V de Blois)
  - Le futur duc Conrad II de Souabe (1172-1196)
  - Le futur empereur germanique Philippe Ier de Souabe (1176-1208) (assassiné par le comte palatin Otton VIII de Wittelsbach)
- 1158 : en été, il entreprend une expédition de conquête plus importante en Italie. Il prend Milan, après un mois de siège, à qui il impose des conditions de défaite sévères. En novembre, il réunit à Roncaglia une assemblée de juristes et de représentants des cités italiennes afin de leur imposer son pouvoir par des droits régaliens. Le nord et le centre de la péninsule s'étaient en effet émancipés de la tutelle impériale depuis le règne du précédent empereur germanique Conrad III de Hohenstaufen.
- 1160 : il est excommunié par le pape Alexandre III.
- 1162 : Frédéric Barberousse retourne en Italie pour mater l'insurrection contre sa domination soutenue par le pape Alexandre III qu'il fait fuir en France. Il prend à nouveau Milan qu'il fait détruire avec le concours de cités voisines alliées. Les villes alliées de Milan (Brescia, Plaisance…) se voient imposer des conditions sévères de domination ce qui ne désamorce pas les opposants qui s'organisent en ligues soutenues par Alexandre III depuis la France.
- 1164 : la Ligue de Vérone puis en 1167 la Ligue lombarde anéantissent la politique impériale allemande en Italie.
- 1166 et 1167 : Frédéric Barberousse retourne en Italie et prend Rome après avoir pris Ancône où l'empire byzantin avait repris pied. Il se fait recouronner empereur par l'antipape Pascal III. Son armée est décimée par une épidémie. Alexandre III se réfugie dans les villes du nord de l'Italie où il organise la révolte avec la Ligue lombarde.
- 1174 : il revient avec une armée bien moins forte, et après l'échec des négociations de Montebello en 1175, il est sévèrement défait à la bataille de Legnano par la Ligue lombarde et, plus grave encore, il doit céder aux exigences du pape Alexandre III et signe la paix de Constance, qui le met à égalité avec le pape.
- 1177 : il reconnaît le pape Alexandre III par le traité de Venise et met fin au schisme papal.
- 1178 : le 12 mars, Alexandre III revient enfin à Rome après 16 ans de conflit.
- 1178 : le 30 juillet, il se fait couronner roi d'Arles dans la cathédrale Saint-Trophime par l'archevêque d'Arles.
- 1181 : Bogusław Ier de Poméranie reconnaît la suzeraineté de l’empereur Frédéric Barberousse.
- 1184 : Charlemagne tint plusieurs assemblées à Mayence, qui devinrent une tradition suivie durant plusieurs siècles, et culminèrent en 1184, sous le règne de l'empereur Frédéric Barberousse.
- 1189 : le 11 mai, il est âgé de plus de 65 ans, et quitte Ratisbonne en Bavière pour la troisième croisade où il est rejoint en juillet 1190 par les rois Philippe Auguste et Richard Cœur de Lion.
- 1190 : le 10 juin il se noie accidentellement à l'âge de 68 ans sur la route de croisade de Jérusalem en traversant la rivière Saleph en Asie Mineure (actuelle Turquie).
- Son fils Henri VI lui succéda comme roi des Romains et empereur germanique.

## L'homme

### Programme de gouvernement et idées personnelles
La plus importante source pour la compréhension des premières années de règne de Barberousse est l'œuvre de l'évêque Othon de Freising, Gesta Friderici (« Les hauts faits de Frédéric »). Dans celle-ci, le thème d'une lutte contre le déclin de l'Empire (notamment au regard de l'affaiblissement impérial en Italie du Nord) et le rétablissement de l'entente entre l'empire et la papauté joue un rôle central. Frédéric y apparaît comme le Sauveur après la querelle des Investitures. Un autre thème est la confiance des Hohenstaufen envers les Saliens, ce qui leur garantira en retour l'accès à la dignité impériale, qui a échappé, en revanche, aux ennemis des Saliens.
Il ressort avant tout de l'annonce de l'élection de Frédéric le dessein, fondé sur la théorie des deux glaives, de restaurer les privilèges de l'Église et l'honneur de l'Empire (honor imperii). Il s'agit assurément avec cette formulation de la réappropriation du texte justinien, à laquelle Conrad III avait déjà eu recours. Barberousse fut également le premier empereur médiéval à incorporer l'antique Code justinien afin d'établir la primauté impériale en terres d'empire italiennes, naturellement avec un succès limité. C'est aussi à cause de son intérêt tout particulier pour le rétablissement de la primauté de l'Empire en Italie que Barberousse, par « realpolitik », souhaitait au début de bons rapports entre l'Empire et la papauté : il pensait que le soutien papal faciliterait le retour des territoires italiens devenus de facto autonomes dans le giron de l'empire.
Cette approche se reflète dans la recherche d'un équilibre des pouvoirs entre Empire et Église que manifeste le traité de Constance. Cependant, cette représentation des deux royaumes égaux en titre, le spirituel et le temporel, était mise à mal dès le traité de Bénévent. Celui-ci faisait de la ville de Rome et de sa population une nouvelle puissance, et du roi de Sicile un protecteur alternatif du pape. Barberousse eut de plus en plus la conviction qu'être reconnu par la population romaine légitimait sa dignité d'empereur, ce qui accrut le conflit avec la papauté, qui ne pouvait reconnaître que le sacre par le pape lui-même. L'élaboration du concept de sacrum imperium par la chancellerie staufer en 1157 peut se comprendre comme une réponse au fossé grandissant avec la papauté.
La prétention de Barberousse à une souveraineté totale a été surtout contestée par deux parties : la papauté, en particulier sous Alexandre III, qui revendiquait pour elle-même la primauté devant la puissance temporelle et contestait au Kaiser toute autorité spirituelle, et les autres souverains qui revendiquaient, au moins sur leur territoire, une autorité indépendante de l'empire, ceci valant notamment pour le roi de France.
La question de savoir dans quelle mesure Frédéric revendiquait pour lui-même la domination universelle est débattue entre historiens et l'était déjà par ses contemporains. Il n'a certes tenté d'intégrer au Reich qu'un seul territoire, la Sicile, mais il a exprimé une prétention à la protection de Rome ainsi qu'à l'extension de son autorité sur tout le monde chrétien.
La référence à Charlemagne, dont il a appelé à la canonisation en 1165, est un élément important dans la conception de son rôle impérial qu'avait Barberousse. Par ce biais, il a ouvertement essayé de lutter contre la coalition naissante des souverains francs, autour d'une France qui prenait de l'assurance, et de contrecarrer la prétention de l'empereur byzantin à la domination sur la chrétienté. L'appel à Charlemagne présentait aussi un avantage généalogique, dès lors que les Staufer étaient parents des Saliens, eux-mêmes parents des Carolingiens. Ce lien permettait aussi à Barberousse de revendiquer un droit dynastique à la charge impériale, de relier plus étroitement les éléments principaux de l'autorité impériale (couronnement par le pape, souveraineté sur la ville de Rome et protection de l'Église) et ainsi de rabaisser le rôle du pape. Même la croisade de Barberousse peut être vue comme une référence à Charles et à son combat contre les païens.
À l'intérieur, Frédéric défendait un renforcement de l'autorité royale dans la structure féodale du Reich. C'est en conséquence au travers du roi lui-même que doit s'exercer l'autorité suprême, à l'exclusion de tous autres, et sur laquelle repose en définitive l'édifice féodal. La division de la Bavière et l'éviction d'Henri le Lion illustrent cette volonté de pouvoir absolu.

### Château
L'empereur Frédéric Barberousse a transformé le premier château de Haguenau, ville d'Alsace du Nord en palais impérial. D'abord petit château en bois, cette résidence de chasse des Hohenstaufen, devient sous l'action de l'empereur Frédéric Barberousse un palais impérial vers 1172. Situé à l'est d'une île de la rivière Moder, affluent du Rhin, elle possède probablement (cf différents sceaux de la ville) trois tours défensives. Le palais forteresse est défendu par un pont-levis. De par son site particulier, le bourg de Haguenau se développa au-delà de la rivière et du château en une entité propre, contrairement aux règles de défense de l'époque. Une douzaine de burmänner y vivaient en permanence. Les empereurs y residèrent probablement 23 fois[réf. nécessaire].

## Développements ultérieurs

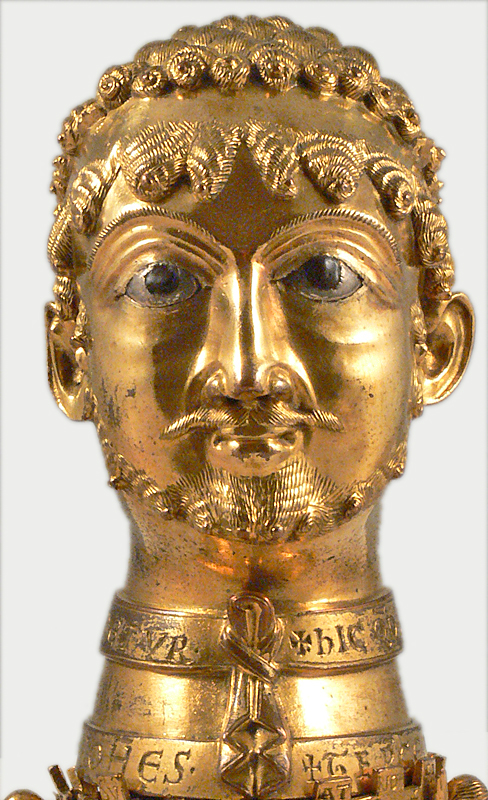
Buste en bronze doré de Frédéric Barberousse, vers 1160.

### Légende
Frédéric est le sujet d'une légende, selon laquelle il dormirait avec ses chevaliers dans une caverne au fin fond des montagnes de Kyffhäuser en Thuringe. Lorsque les corbeaux cesseront de voler autour de la montagne, il se réveillera et rétablira l'Allemagne dans son ancienne grandeur. Selon l'histoire, sa barbe rousse a poussé à travers la table auprès de laquelle il est assis. Ses yeux sont à demi-clos dans son sommeil mais, de temps en temps, il lève la main et envoie un garçon voir si les corbeaux ont cessé de voler. Friedrich Rückert, l'auteur des Kindertotenlieder, a repris cette légende en 1817 dans un court poème, mis en musique par Gersbach (de) sept ans plus tard, et que connaissaient par cœur, au temps des récitations, les enfants des écoles.
La figure de l'empereur endormi a d'abord été prêtée dans la croyance populaire à son petit-fils, Frédéric II, et n'a été reportée sur Barberousse qu'ultérieurement. Le conte du Forgeron de Jüterbog (de) a repris cette histoire.
Le buste de Barberousse (de) a été dressé au Walhalla, le mémorial des grands hommes allemands, et une statue le représente en la cathédrale d'Ulm, monument qui reste le symbole de la grandeur passée du Pays souabe (sa flèche reste toujours la plus haute du monde pour un monument gothique), où l'on se plaît toujours à rappeler par nostalgie que « la monnaie d'Ulm a gouverné le monde »[réf. nécessaire].

### Dans la littérature

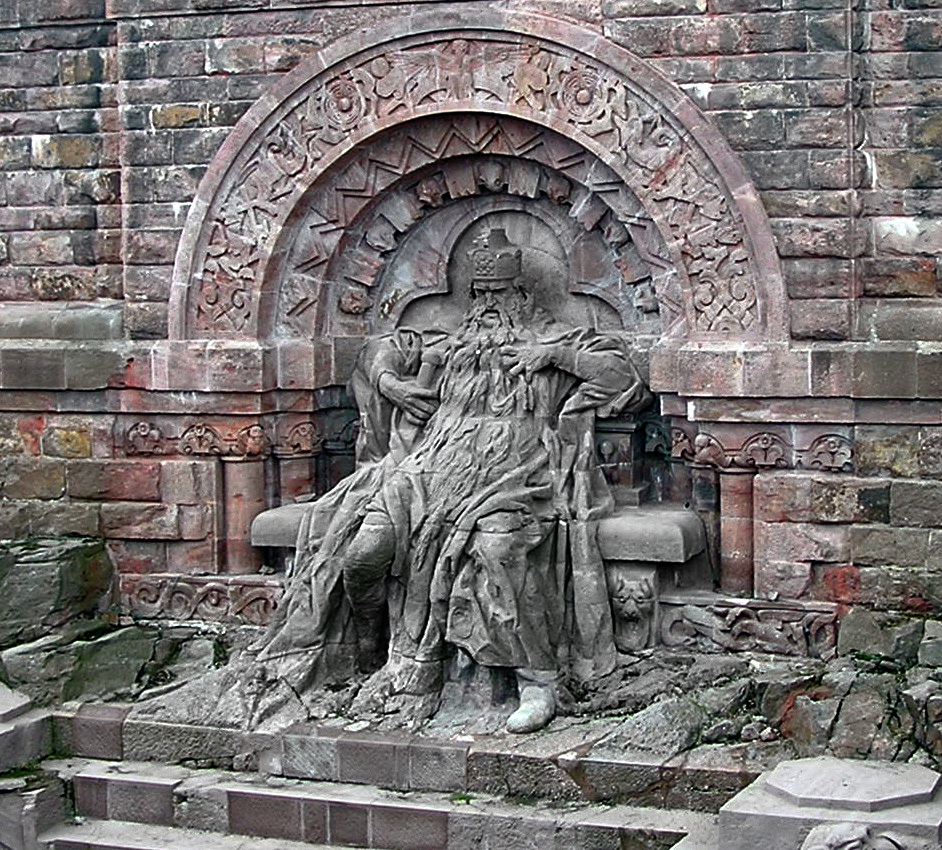
Statue de Frédéric Barberousse au monument de l'empereur Guillaume à Kyffhäuser, par Nikolaus Geiger.

Une présentation drôle et documentée de l'empereur Barberousse et de son règne est dressée dans le roman d'Umberto Eco, Baudolino.
Novalis, écrit dans son roman Henri d'Ofterdingen (chap. 1) : '...j'arrivai dans une vaste grotte. Un vieillard (Barberousse) couvert d'un grand manteau était assis à une table en fer et ses regards ne quittaient pas une merveilleuse jeune fille sculptée dans la marbre, en face de lui. La barbe du vieillard avait poussé à travers la table de fer et lui couvrait les pieds.' 
Dans le roman Du domaine des Murmures, prix Goncourt des lycéens 2011, on trouve un passage évoquant la mort par noyade de l'empereur Barberousse et la tentative de rapatriement de son corps par son fils et quelques-uns de ses chevaliers rescapés des combats.

### Dans les jeux vidéo
Une campagne en six chapitres du jeu vidéo Age of Empires II est consacré à l'empereur Barberousse allant de la construction de son empire jusqu'à sa mort lors de la troisième croisade[réf. nécessaire].
Il apparaît également dans le jeu vidéo Civilization VI en tant que chef de la civilisation allemande.
L'empereur est nommé dans le mode de Zombies Nazi de Call of Duty: WWII, les joueurs devant reconstituer l'épée de Barberousse.

### Anecdotes
- Il a fait construire de nombreuses forteresses sur ses domaines souabes et alsaciens, dont le palais impérial de Kaiserslautern (1152-1158). En 1150, il fait construire un château fort dans ce qui allait devenir la ville de Kaysersberg. En 1153, lors de sa visite à Mulhouse, il accorde à la ville ses premières franchises.
- L'invasion allemande de l'Union soviétique en 1941 reçut le nom de code d'opération Barbarossa, précisant ainsi que le Troisième Reich partait en croisade contre les « rouges »[3] ou que la grandeur de l'Allemagne allait être rétablie par le biais de l'ancien empereur[4].
- La 9.SS Panzer Division portait le nom de Hohenstaufen.

#### Historiographie allemande
- Heinrich Appelt : Friedrich Barbarossa (1152-1190) ; (de) Helmut Beumann (éditeur), Kaisergestalten des Mittelalters, Munich, C.H. Beck, 1984, 386 p. (ISBN 3-406-30279-3), p. 177–198.
- Joachim Ehlers : Friedrich I ; (de) Bernd Schneidmüller et Stefan Weinfurter (éditeur), Die deutschen Herrscher des Mittelalters : historische Portraits von Heinrich I. bis Maximilian I (919-1519), Munich, Beck, 2003, 624 p. (ISBN 3-406-50958-4, lire en ligne).
- (de) Odilo Engels, Die Staufer, Stuttgart, W. Kohlhammer, 1994 (ISBN 3-17-015157-6).
- (de) Knut Görich, Die Ehre Friedrich Barbarossas : Kommunikation, Konflikt und politisches Handeln im 12. Jahrhundert, Darmstadt, Wissenschaftliche Buchgesellschaft, 2001, 638 p. (ISBN 3-534-15168-2).
- (de) Hagen Keller, Zwischen regionaler Begrenzung und universalem Horizont : Deutschland im Imperium der Salier und Staufer, 1024 bis 1250, t. 2, Berlin, Propyläen Verlag, 1986, 559 p. (ISBN 3-549-05812-8).
- (de) Ferdinand Opll, Friedrich Barbarossa, Darmstadt, Wissenschaftliche Buchgesellschaft, 1990, 344 p. (ISBN 3-534-04131-3).
- (de) Heinz Löwe, Die Staufer als Könige und Kaiser ; Die Zeit der Staufer. Geschichte - Kunst - Kultur, t. III, édité par le Württembergische Landesmuseum, Stuttgart 1977, p. 21–34.
- Bernhard Töpfer : Friedrich I Barbarossa ; (de) Evamaria Engel et Eberhard Holtz, Deutsche Könige und Kaiser des Mittelalters, Cologne Vienne, Böhlau, 1989, 419 p. (ISBN 3-412-03688-9), p. 159–187.